# Ridicarea topografică iozefină

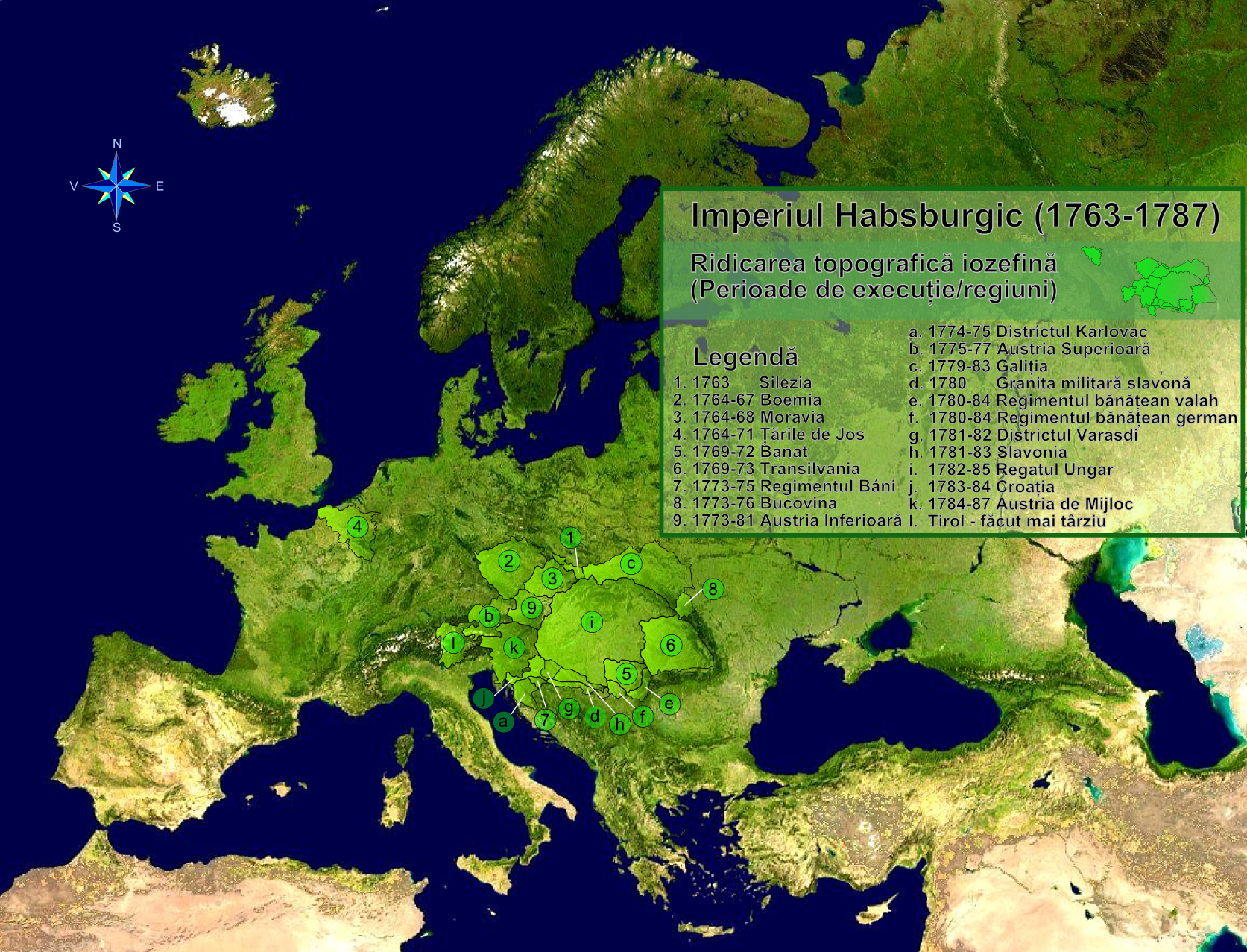
Ridicarea topografică iozefină
(Perioade de execuţie/regiuni)

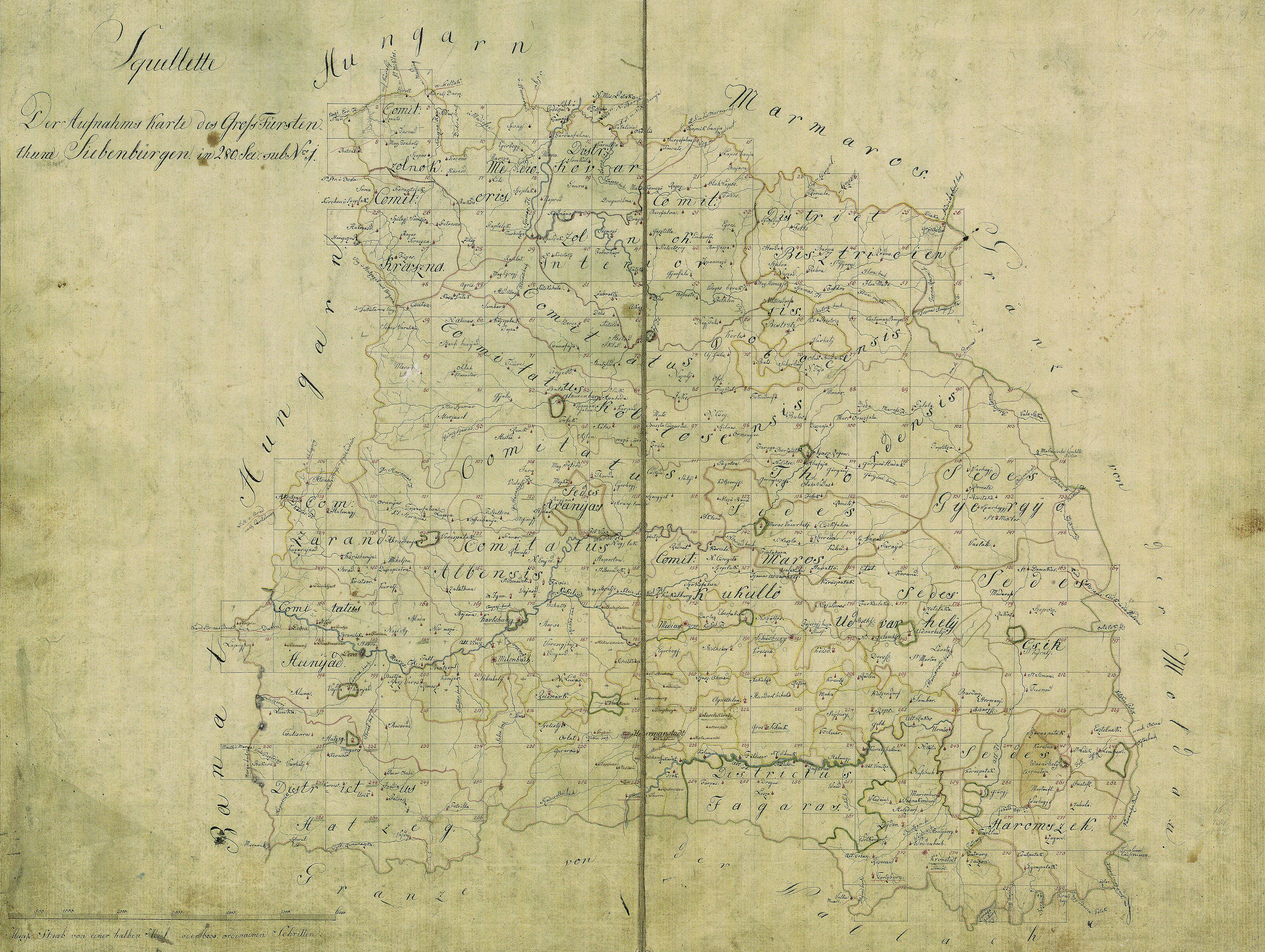
Marele Principat al Transilvaniei, 1769-1773Legenda hărții de mai sus

Ridicarea topografică iozefină (în germană Josephinische Landesaufnahme), denumită și „Prima ridicare topografică”, este primul proiect unitar de ridicare topografică a Imperiului Habsburgic. Cele 3589 planșe inițiale, desenate și colorate de mână, au fost apoi completate până la 4096 de secțiuni. Au fost denumite după Iosif al II-lea, împărat romano-german. În prezent sunt păstrate în Arhiva de război (Kriegsarchiv) a Arhivelor de stat ale Austriei.

## Istoric
Realizarea hărților a avut o motivație militară. În timpul Războiul de Șapte Ani, dus între 1756 și 1763, trupele austriece au simțit acut lipsa unor hărți precise. Ca urmare feldmareșalul Leopold Josef von Daun i-a propus suveranei Maria Terezia a Austriei, în 1764, să ordone ofițerilor din Statul Major General să cartografieze unitar toate țările componente ale Imperiului. Până la această dată, realizarea hărților era atribuțiunea proprietarilor funciari, care comandau hărți ale proprietăților lor. În data de 13 mai 1764, după ce a primit încuviițarea suveranei, Consiliul Aulic de Război (Hofkriegsrat) a dat ordinele de începere a primei ridicări topografice generale. Lucrările au început în Boemia și Moravia.
Ridicarea topografică iozefină, începută sub domnia Mariei Theresia, a fost terminată sub cea a lui Iosif al II-lea, Împărat romano-german. Hărțile erau desenate de mână și erau făcute la scara de 1 țol vienez : 400 klafteri vienezi (ceea ce corespunde aproximativ cu scara de 1:28.800). Variațiile de altitudine erau redate prin hașuri și nu prin curbe de nivel.
Având la bază aceste ridicări topografice, s-au confecționat hărți la scara de aproximativ 1:115.200. Și acest set este considerat ca fiind parte din Josephinische Landesaufnahme.
Nu s-a făcut ridicarea topografică în Tirol, deoarece exista deja lucrarea cartografică Atlas Tyrolensis, realizată de cartografii Anich și Blasius Hueber în anul 1774, la scara de 1:103.800.
În final, ridicarea topografică iozefină a avut ca rezultat peste 4000 de planșe, realizate în perioada 1764 - 1785. O parte din ele reprezintă Transilvania. Ulterior, până în 1806, s-au realizat și alte planșe cu teritoriile din sud-vestul Germaniei, porțiuni mici din Elveția, Franța și Veneția.
Inițial, setul de hărți a existat în numai două exemplare, unul pentru împărat și celălalt pentru conducerea militară. Ambele au fost ținute secrete.
În funcție de talentul celor care le-au realizat, planșele diferă calitativ, atât grafic cât și tehnic. Neavând o bază de măsurare comună (triangulație), planșele nu pot fi asamblate într-o hartă mare.
În 1807, au fost înlocuite prin ridicarea topografică realizată în timpul lui Francisc I al Austriei , denumită „Ridicarea topografică franciscană” (Franziszeische Landesaufnahme).

## Hărți regionale

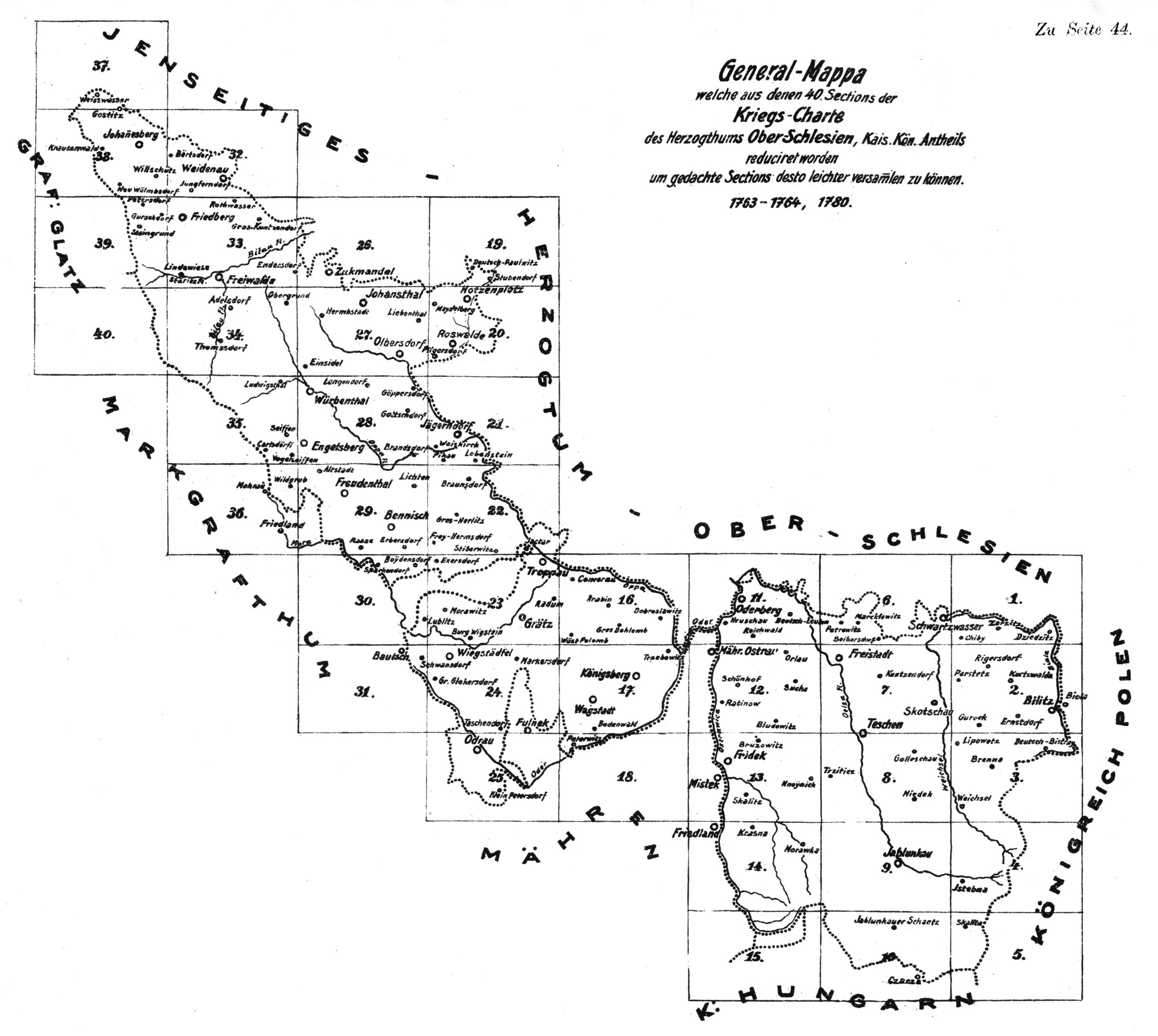
(1) Silezia (harta senzitivă)
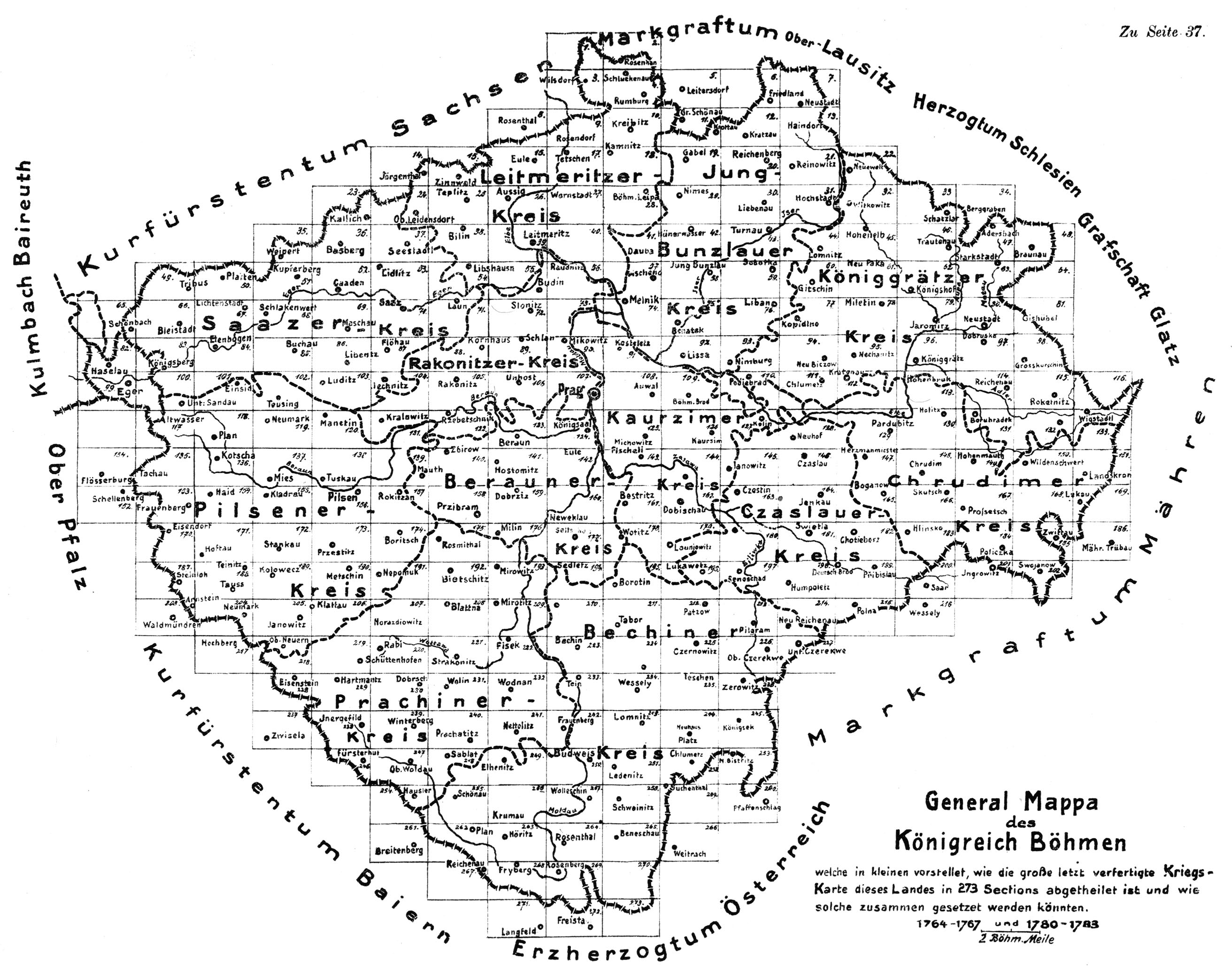
(2) Boemia (harta senzitivă)
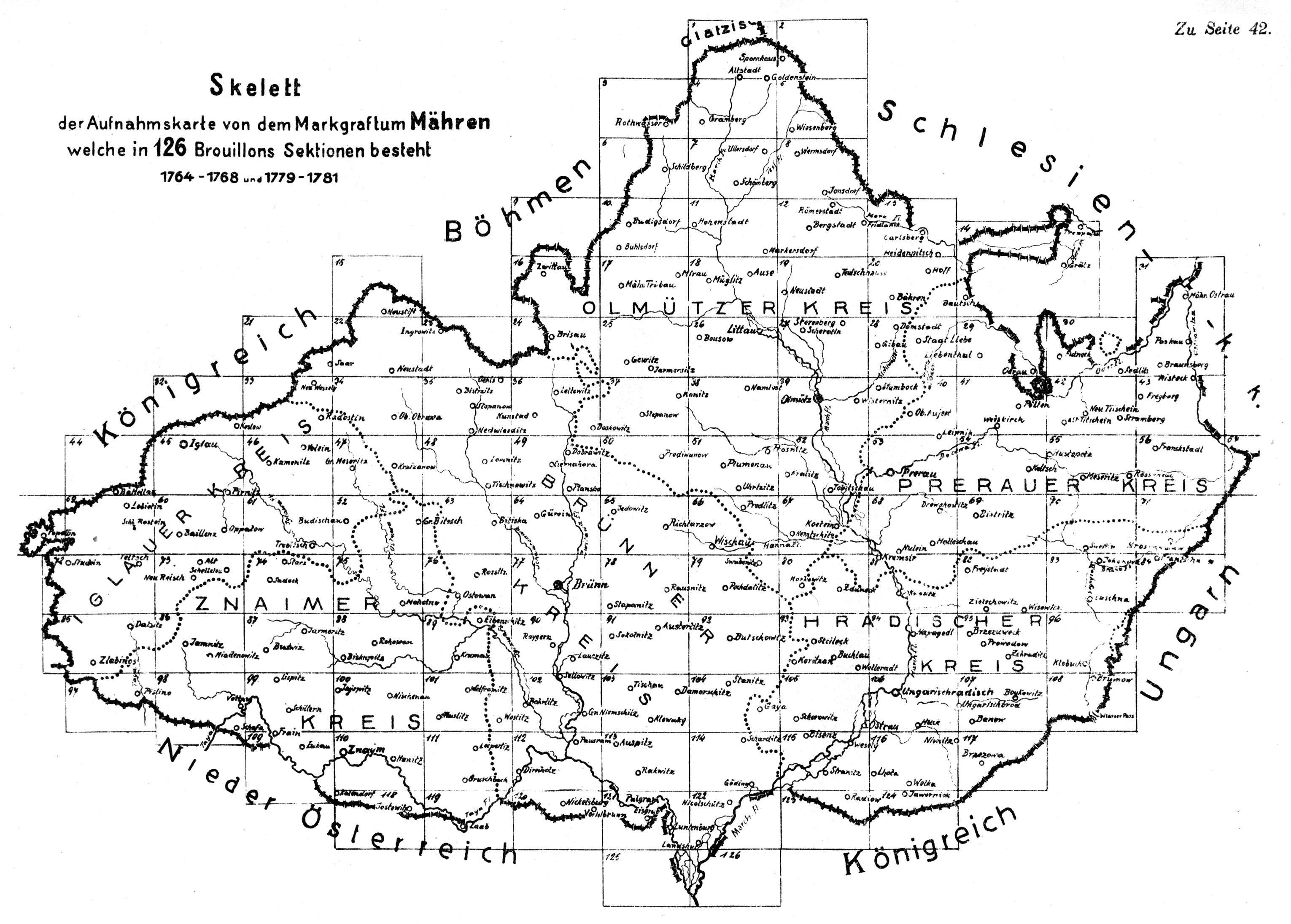
(3) Moravia (harta senzitivă)
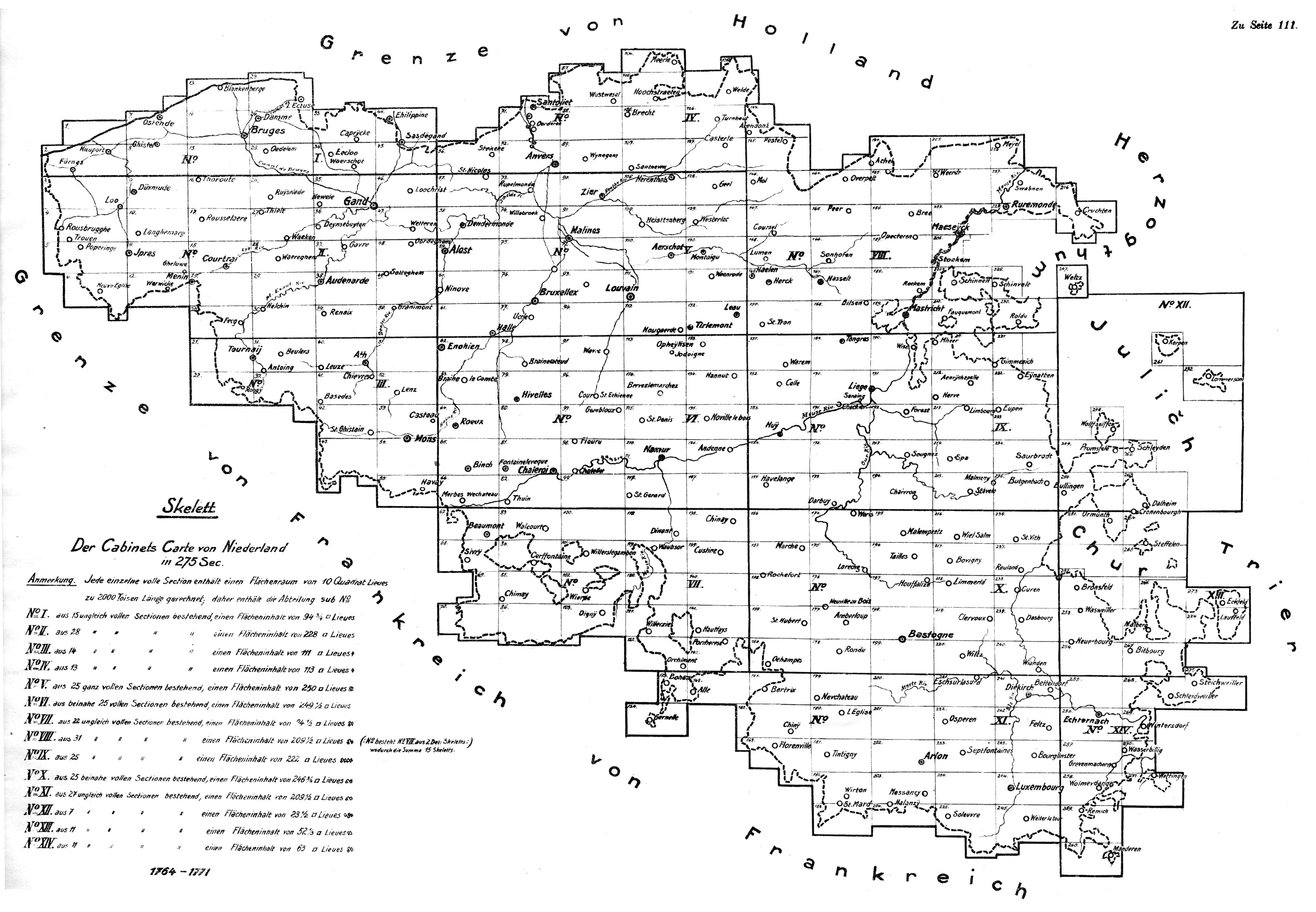
(4) Țările de Jos austriece
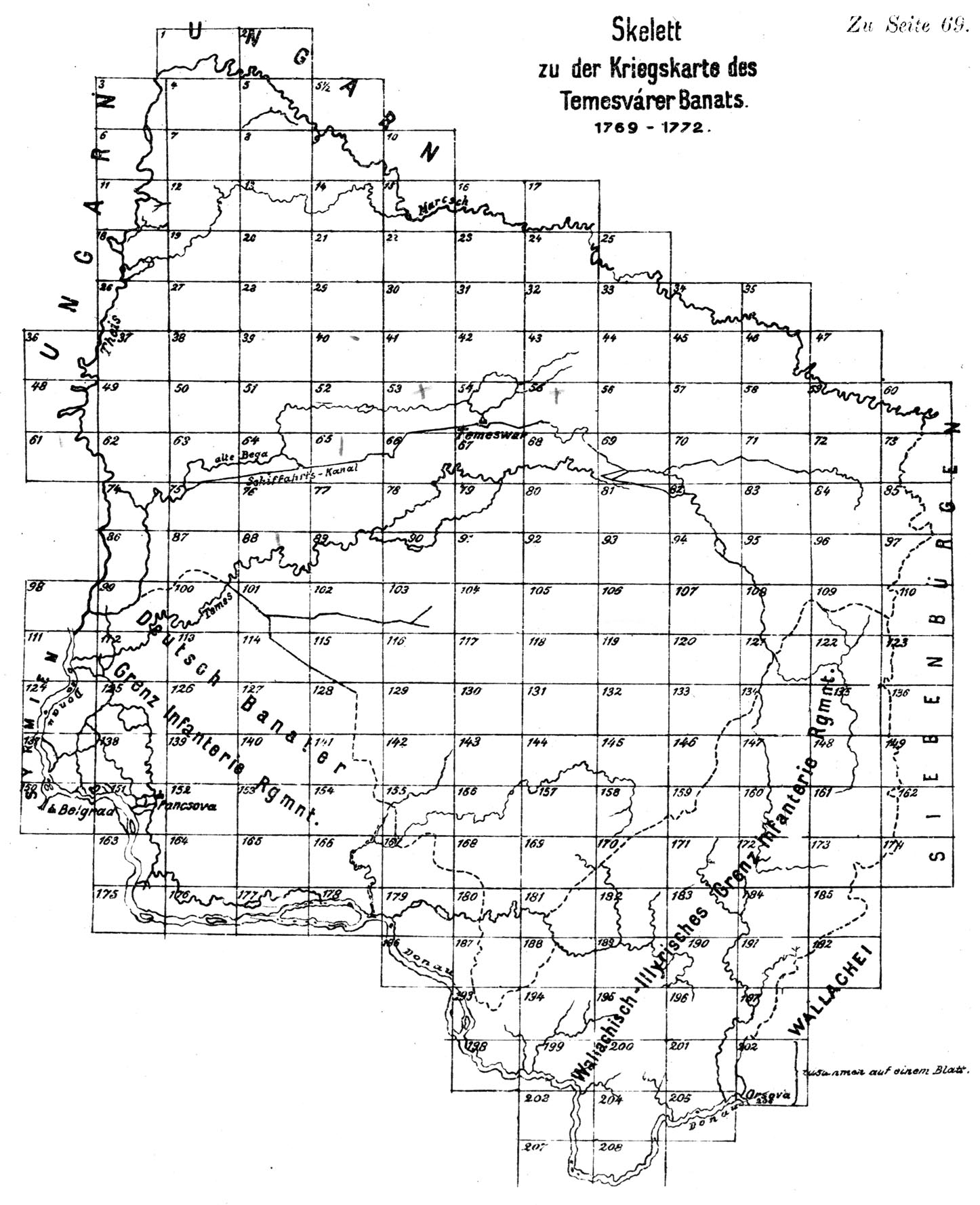
(5)(e)(f) Banat (harta senzitivă)
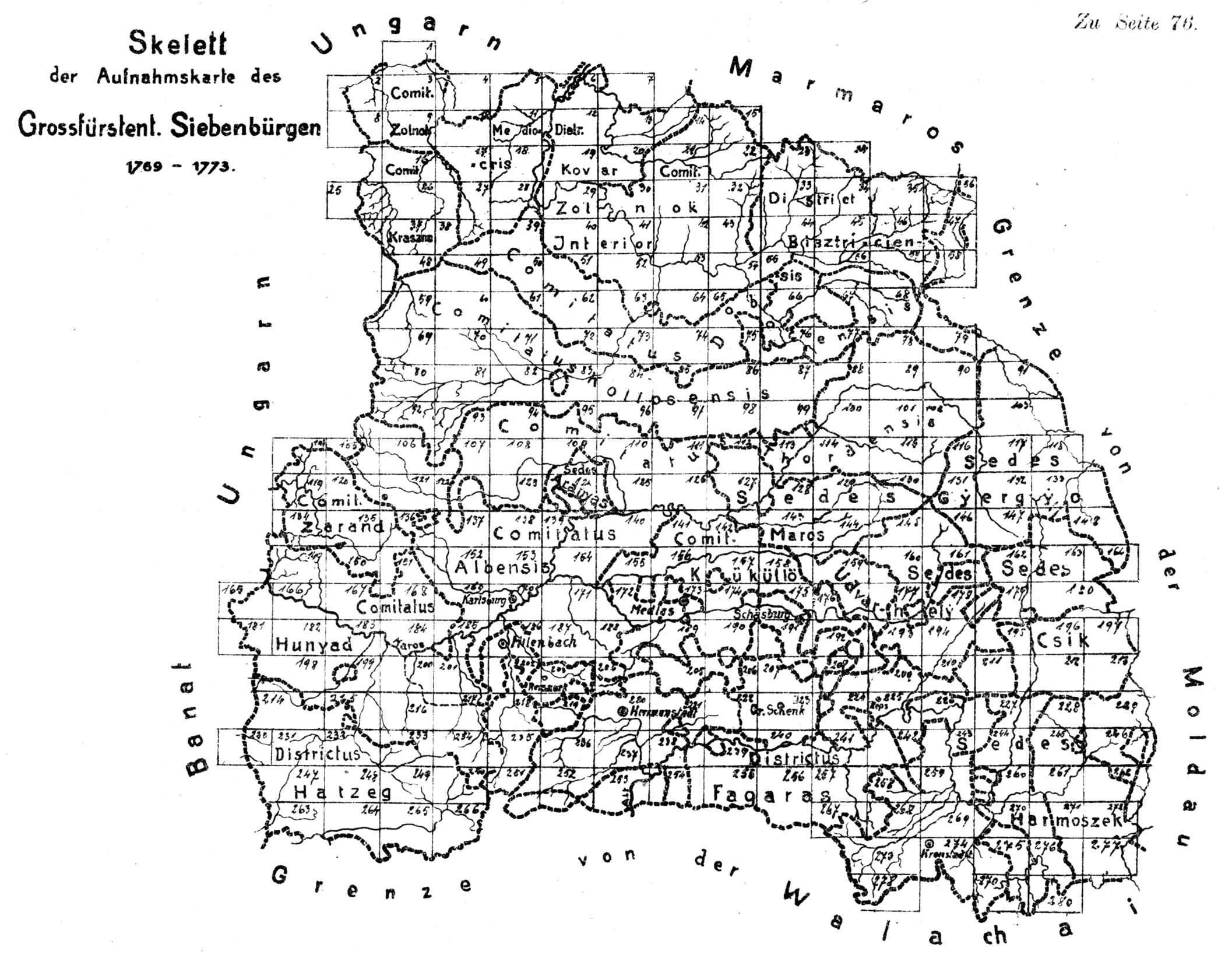
(6) Transilvania (harta senzitivă)
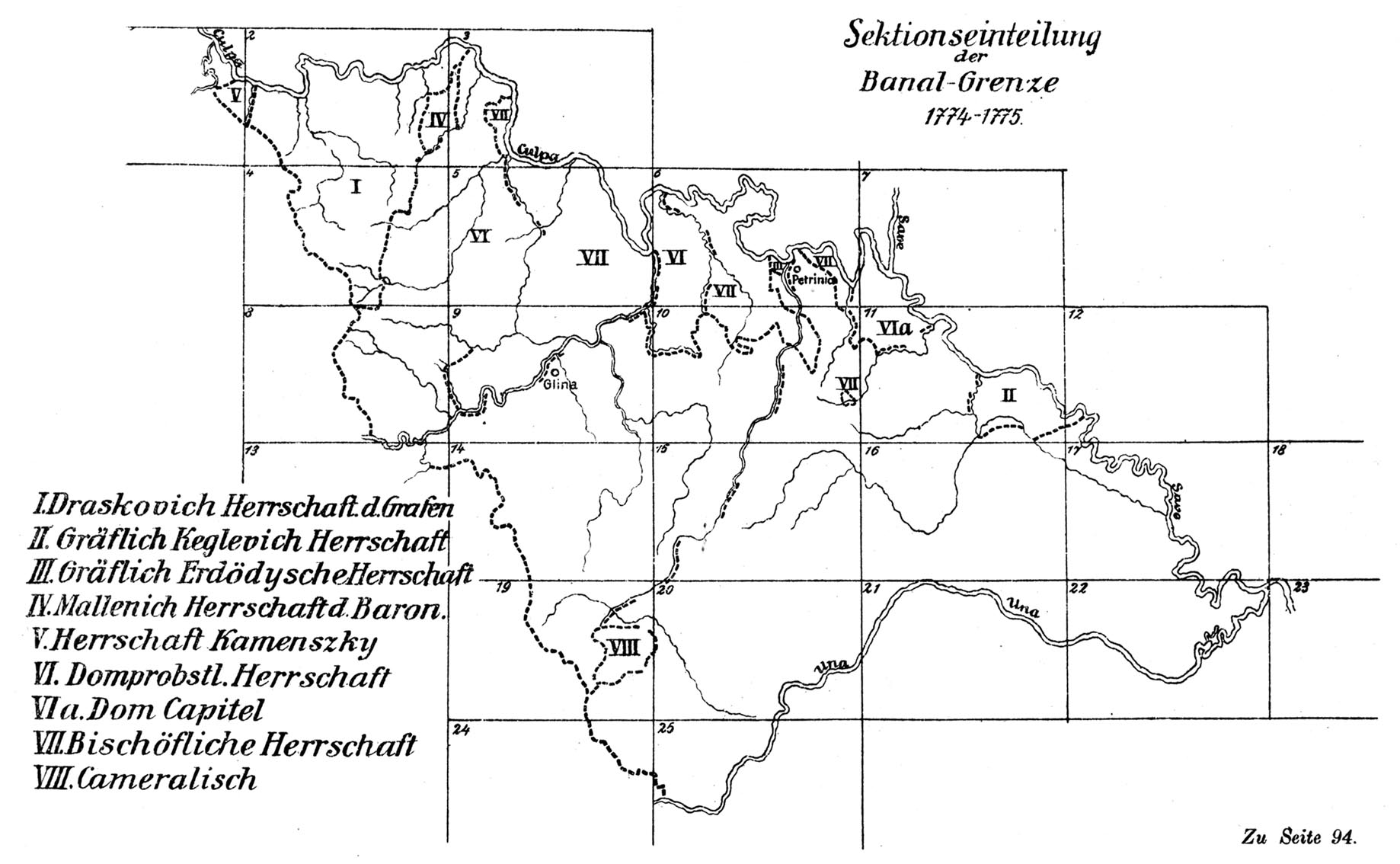
(7) Districtul Báni
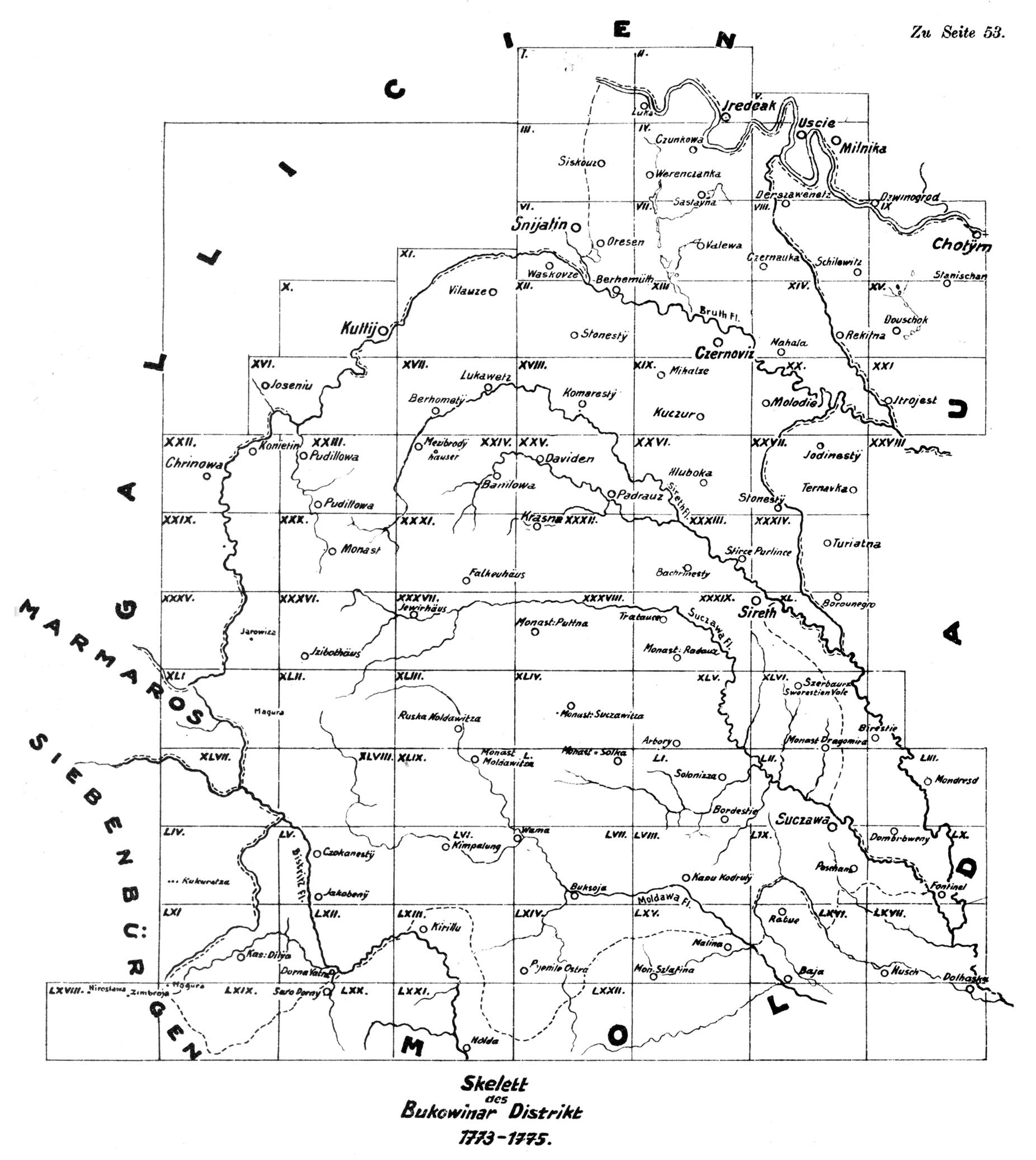
(8) Bucovina
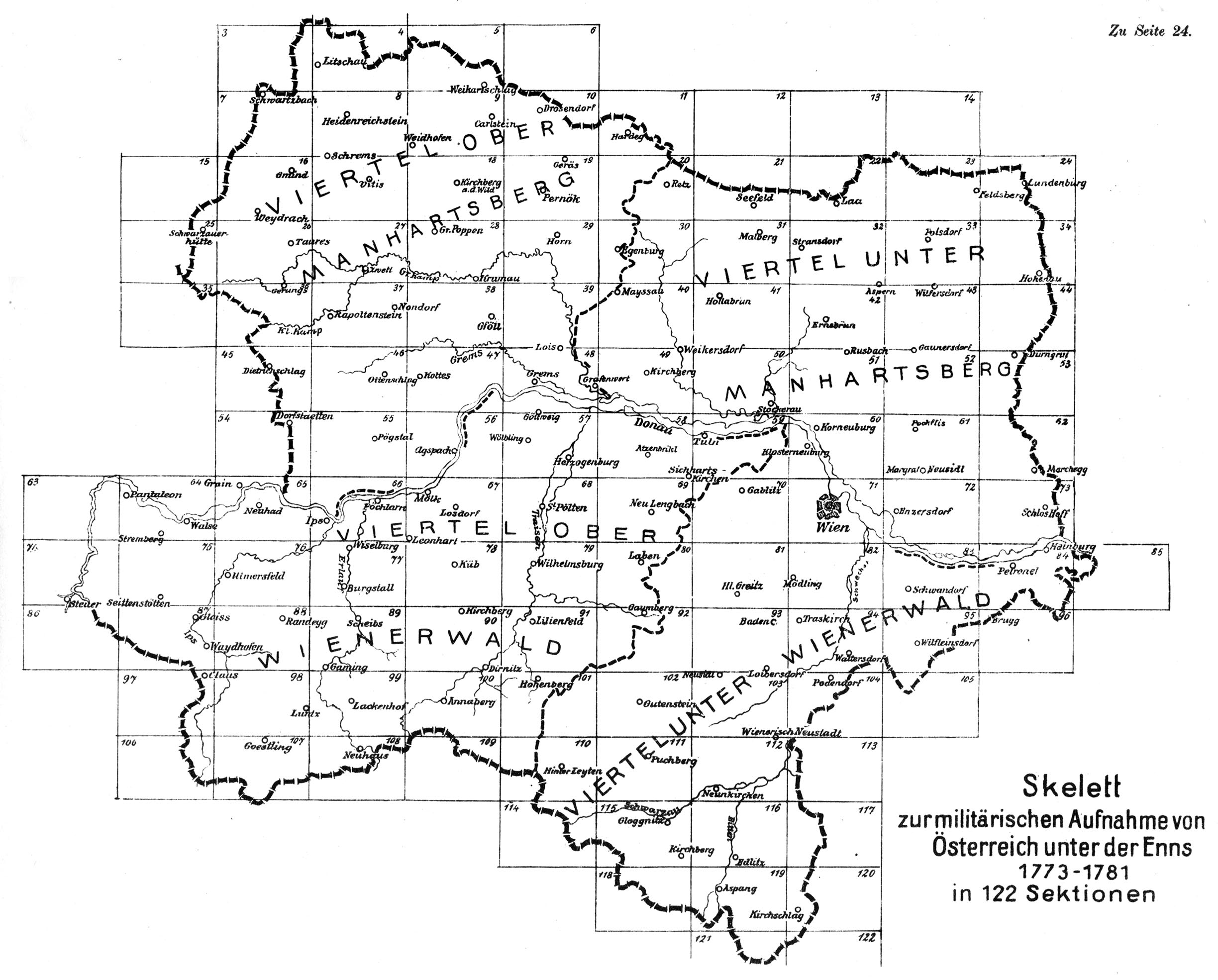
(9) Austria Inferioară (de Jos)
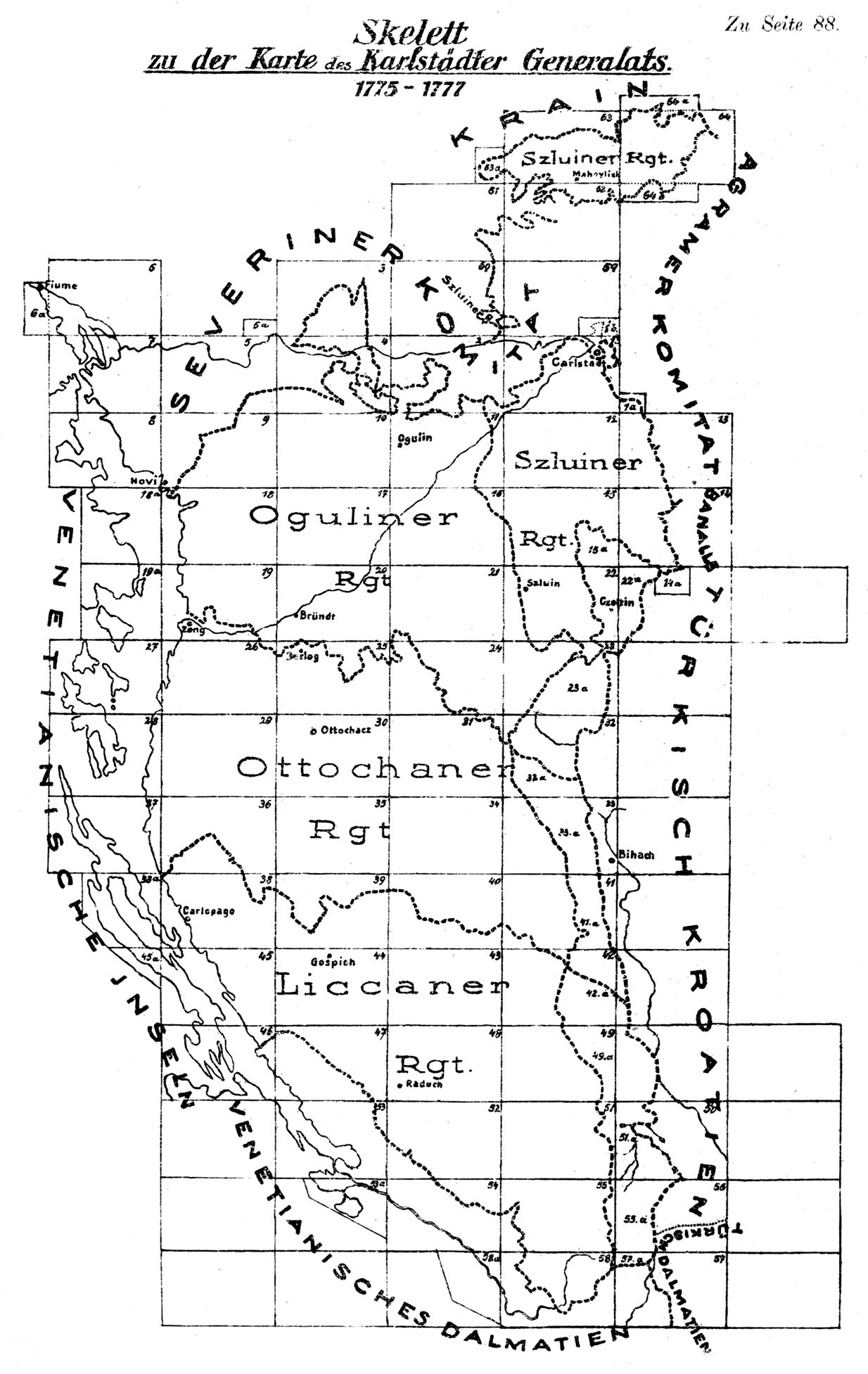
(a) Districtul Karlovac
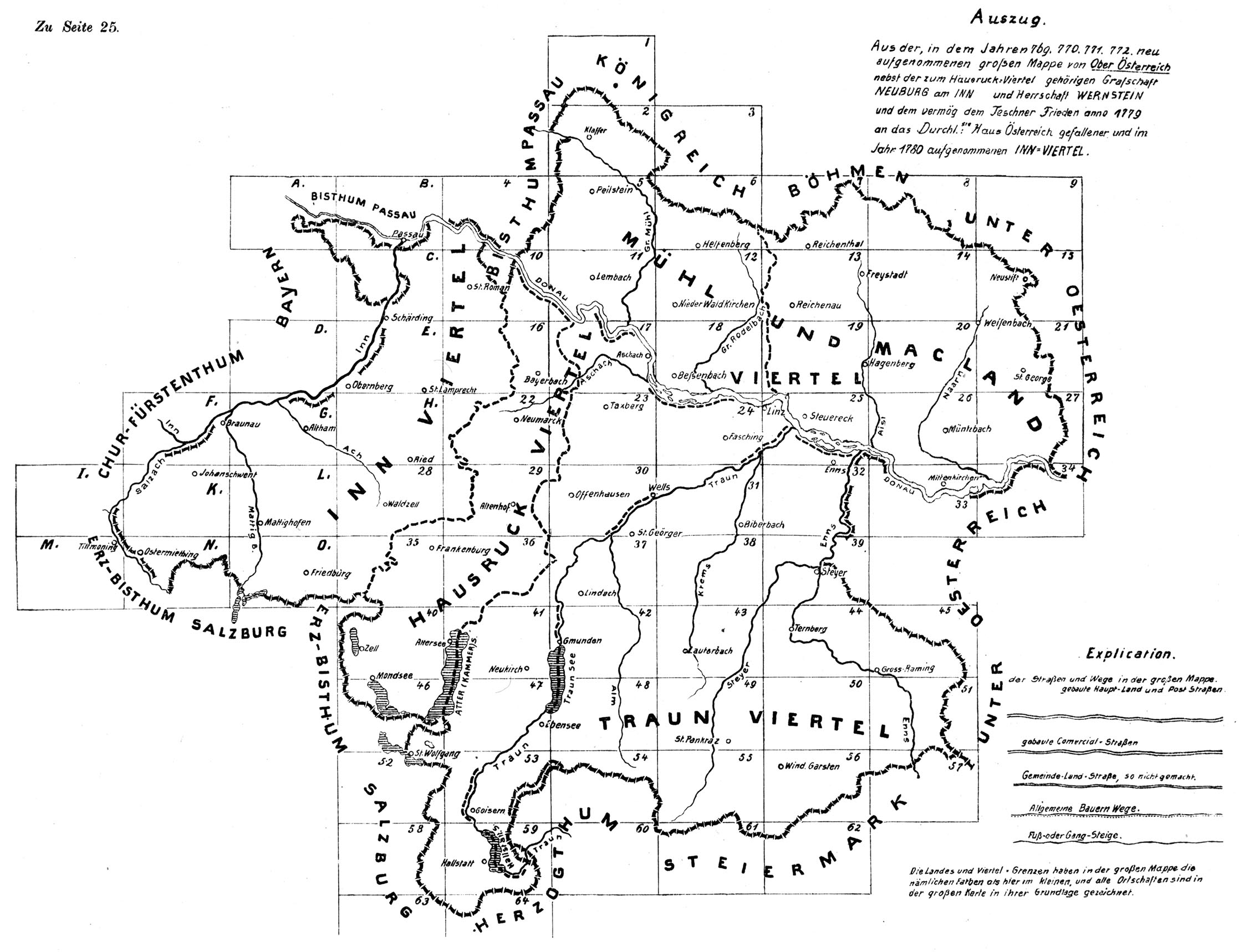
(b) Austria Superioară (de Sus)
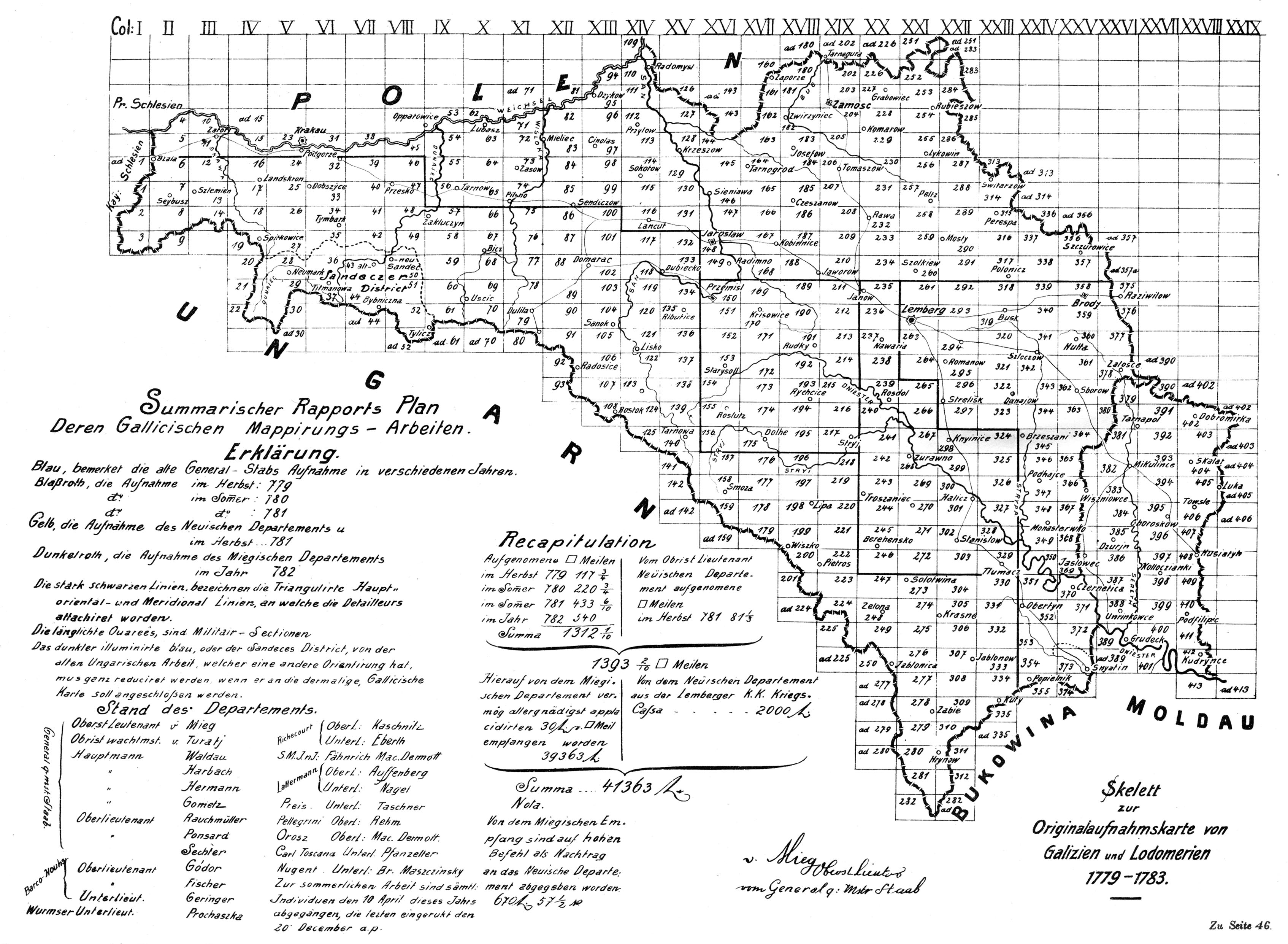
(c) Galiția
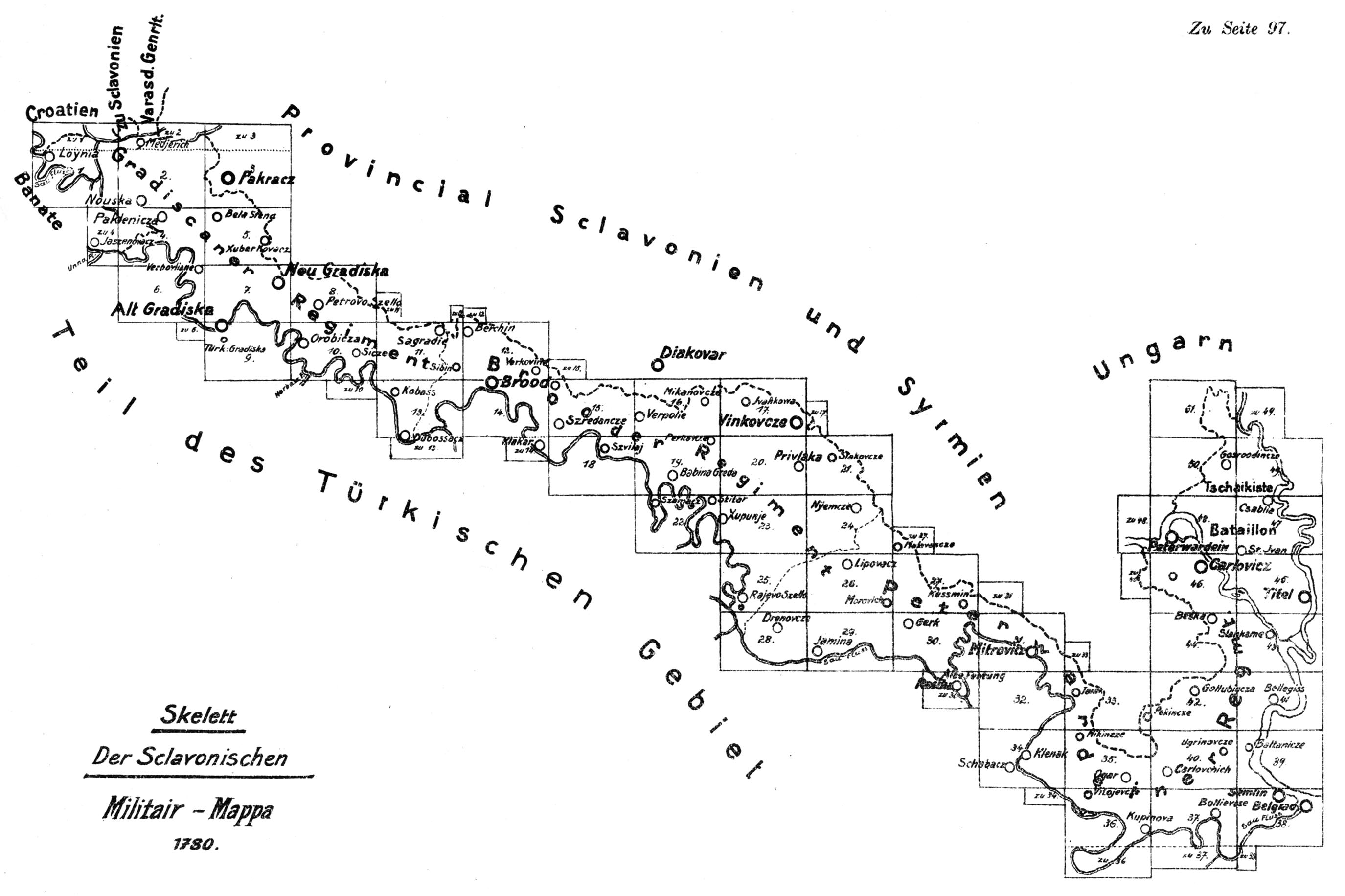
(d) Granița militară slavonă
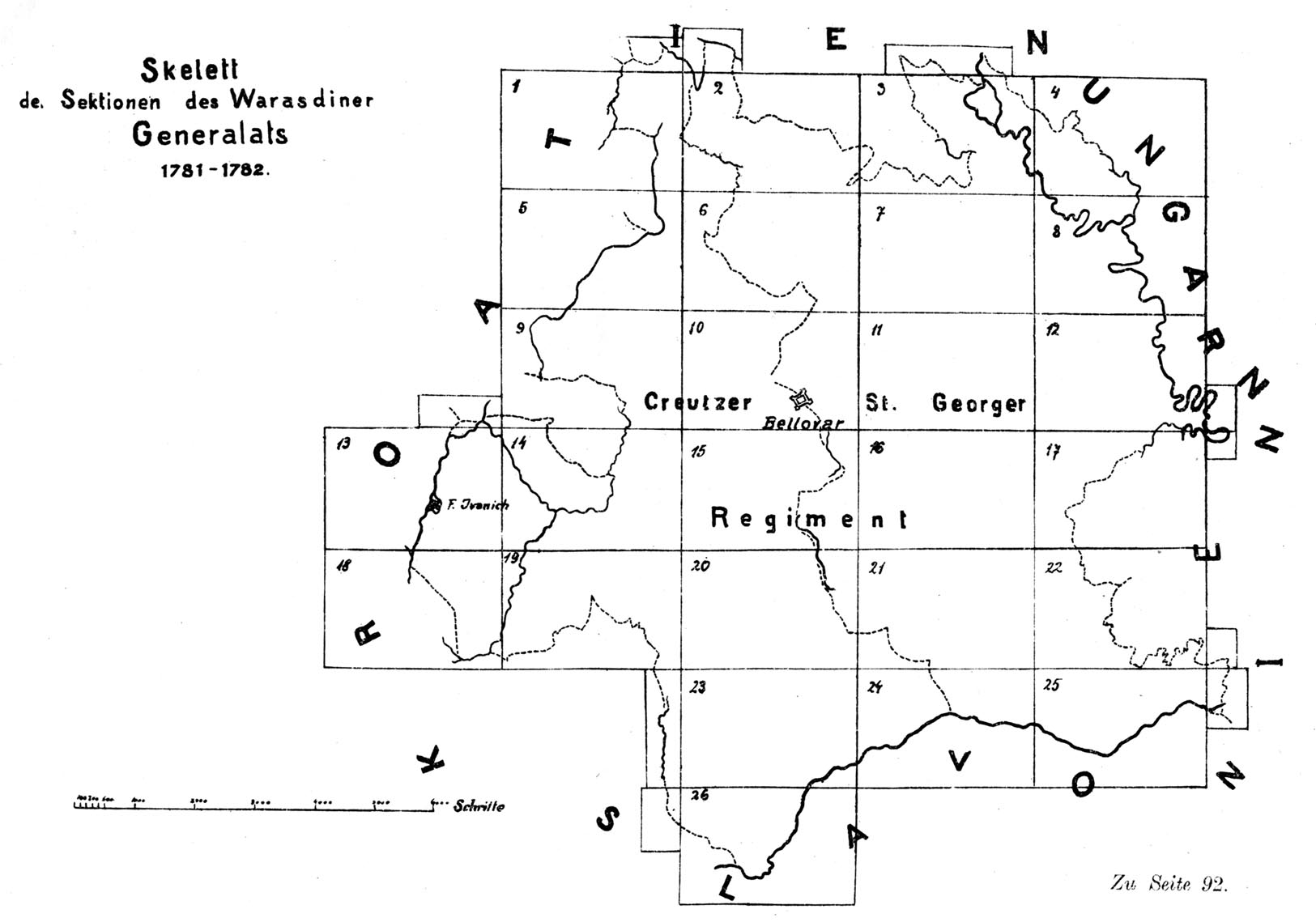
(g) Districtul Varasdi
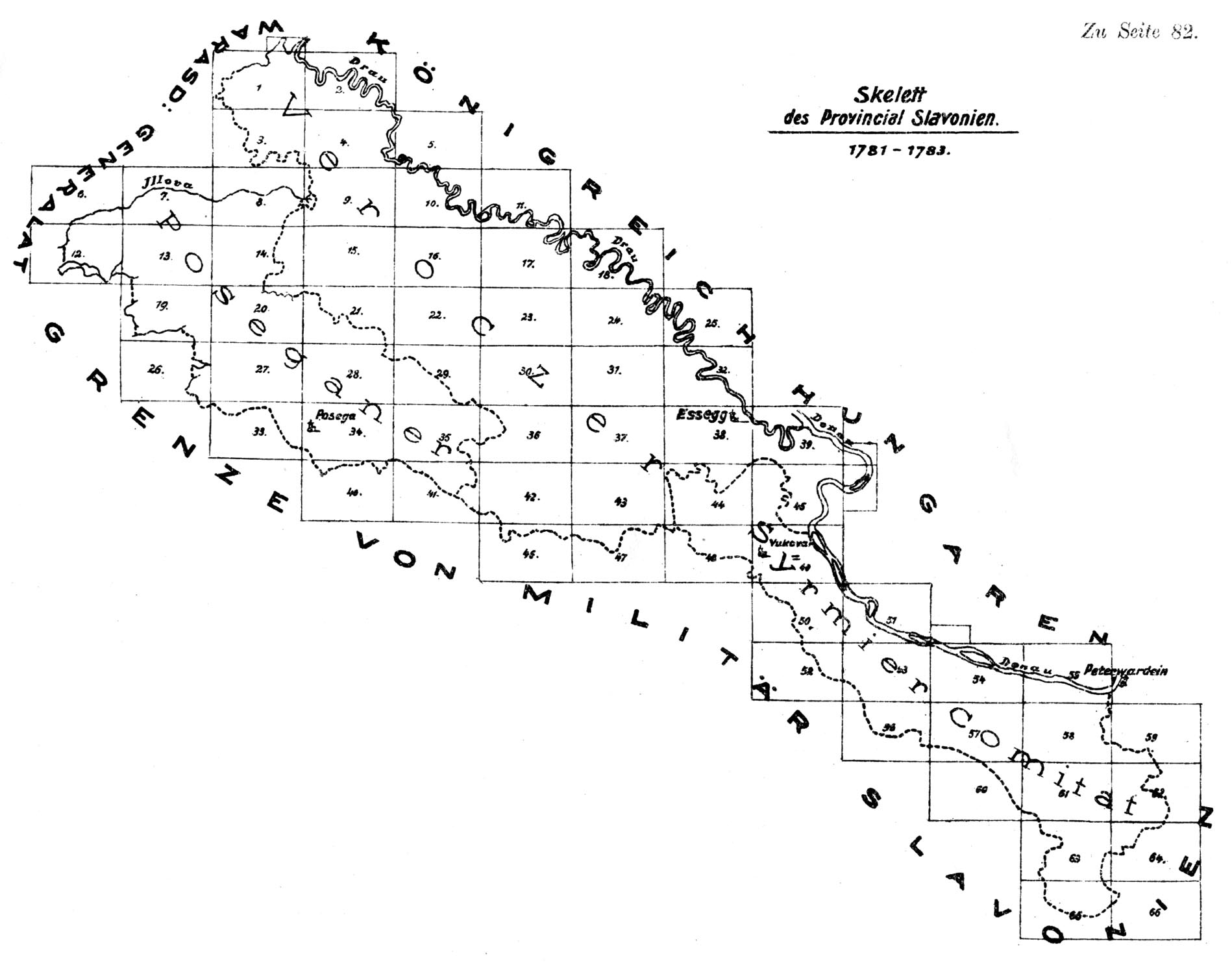
(h) Slavonia
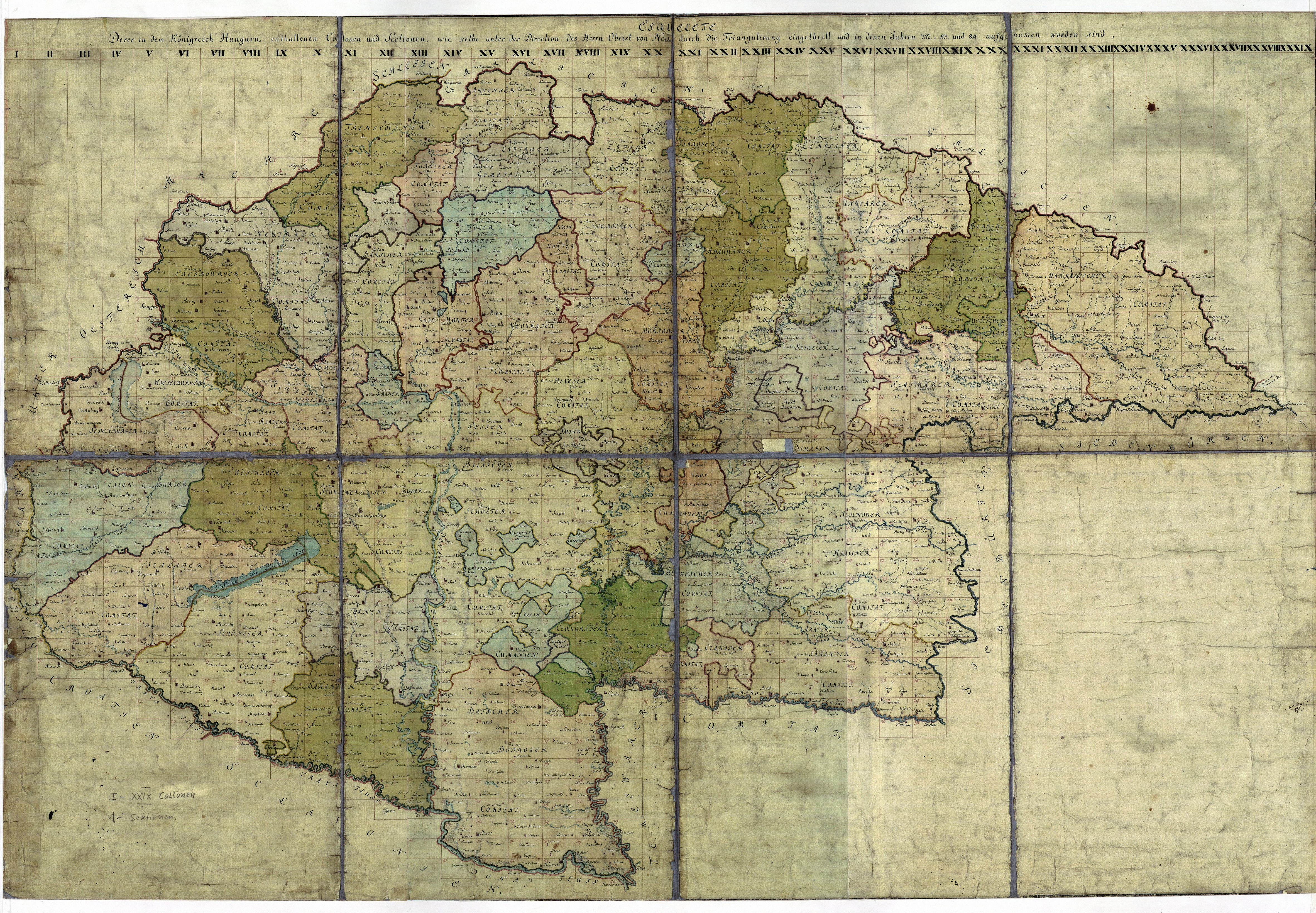
(i) Regatul Ungariei
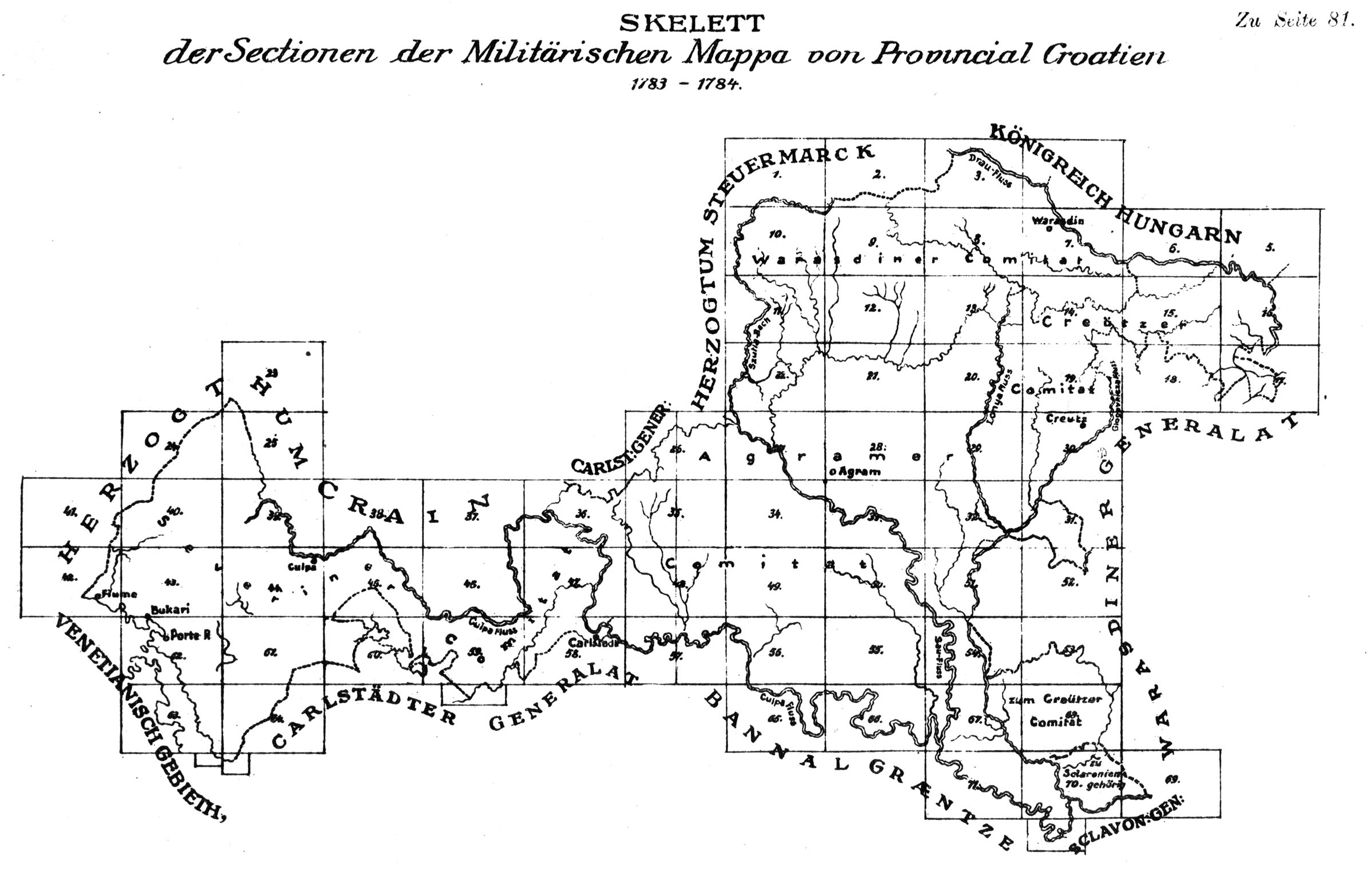
(j) Croația
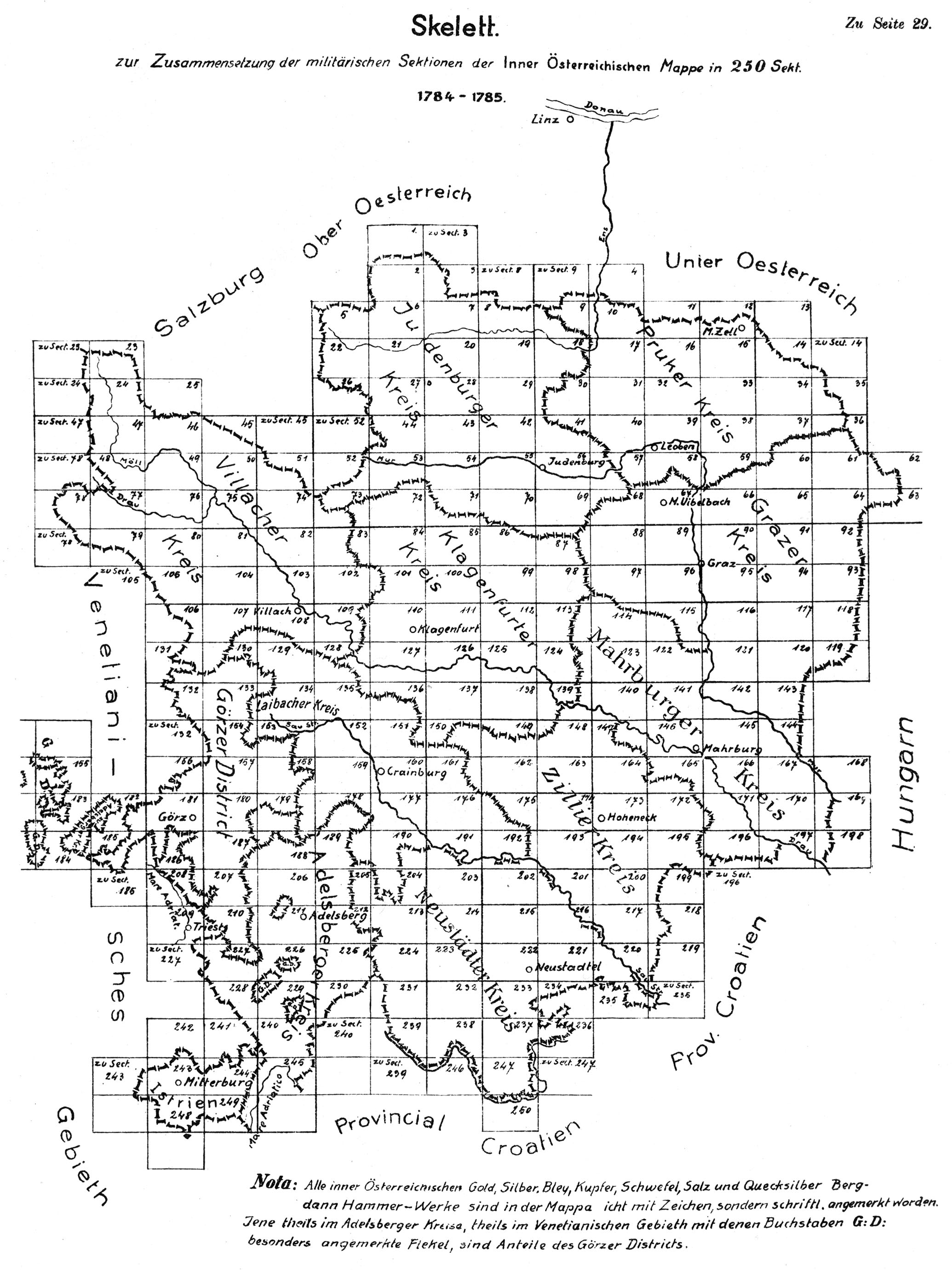
(k) Austria de Mijloc
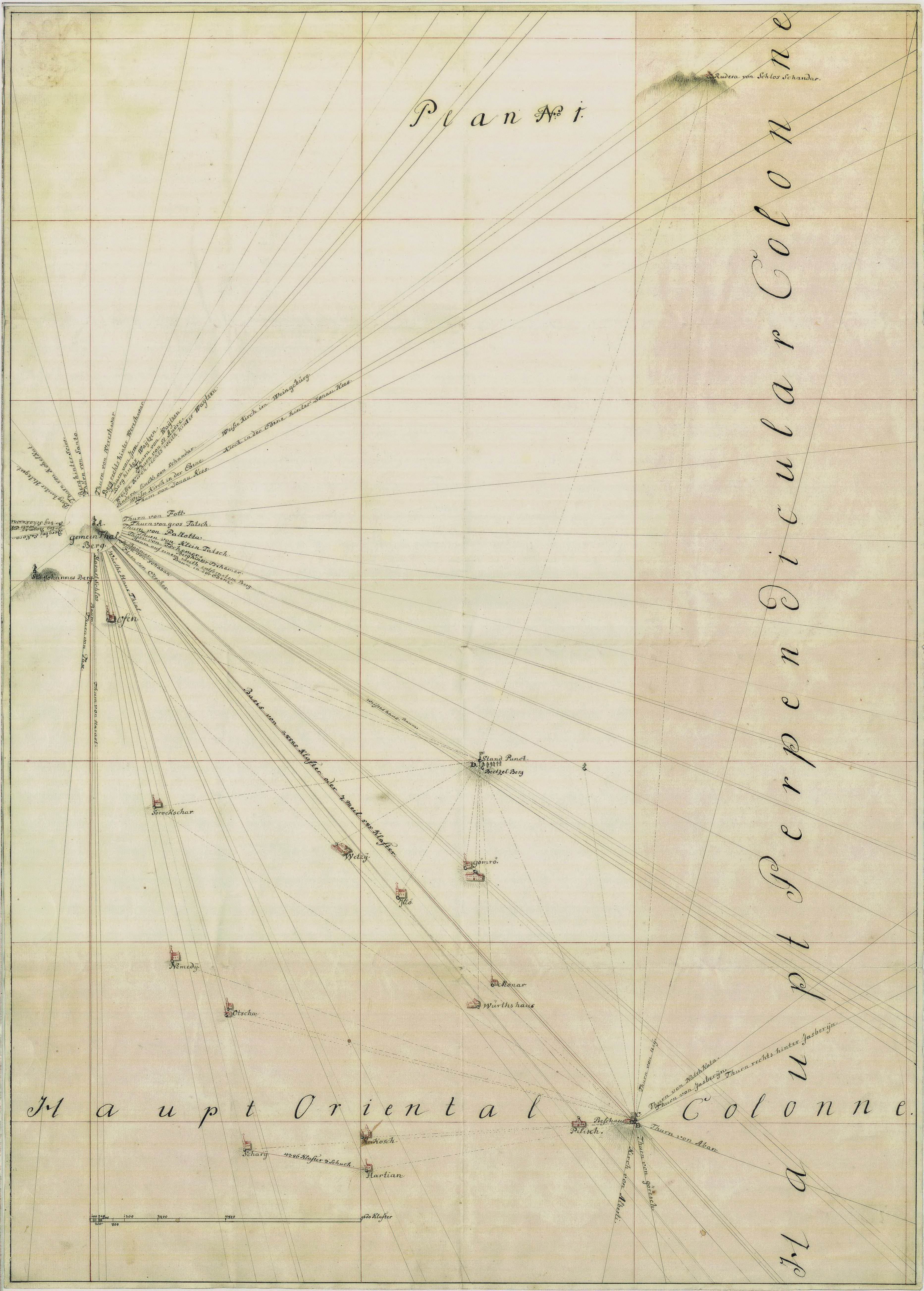
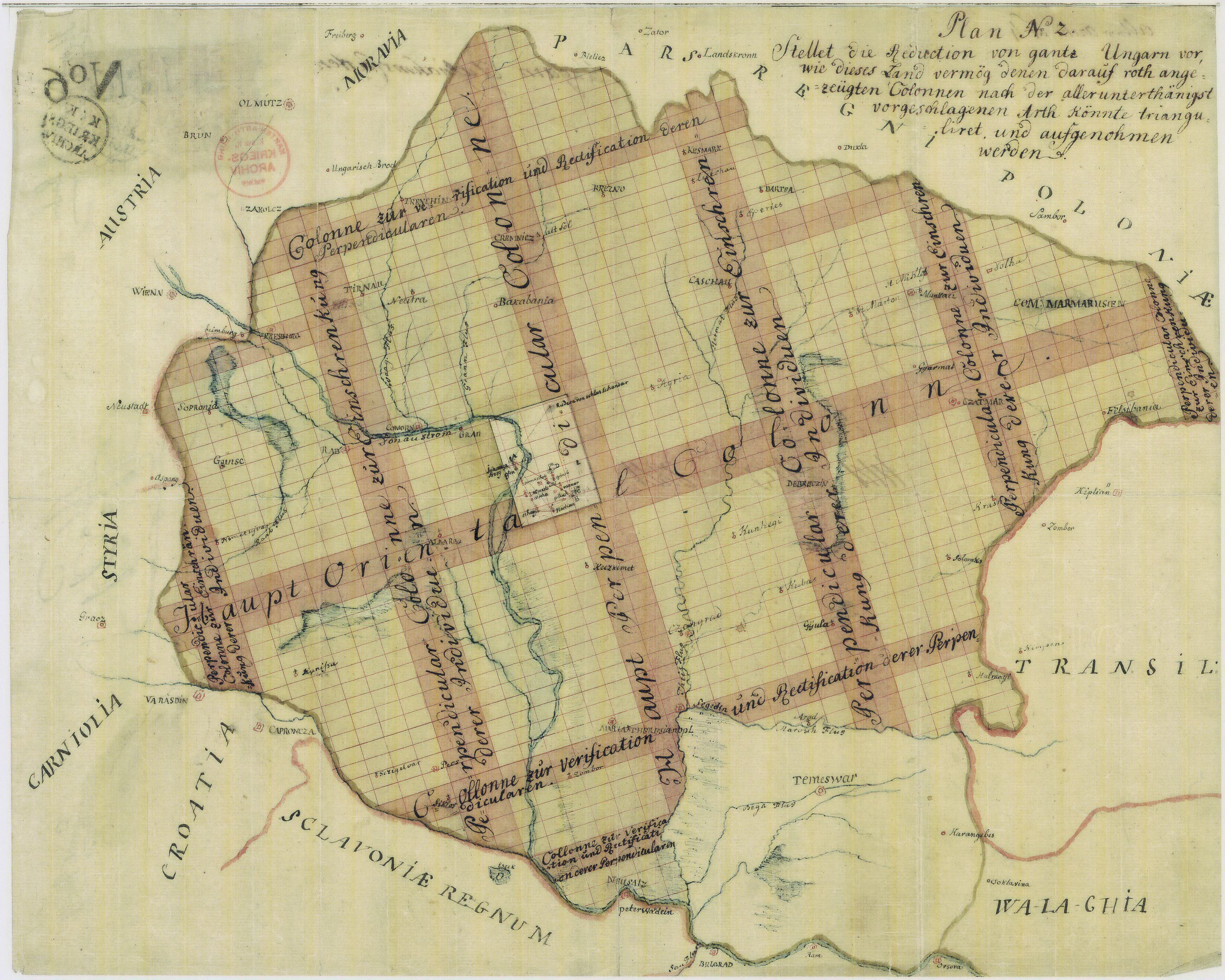
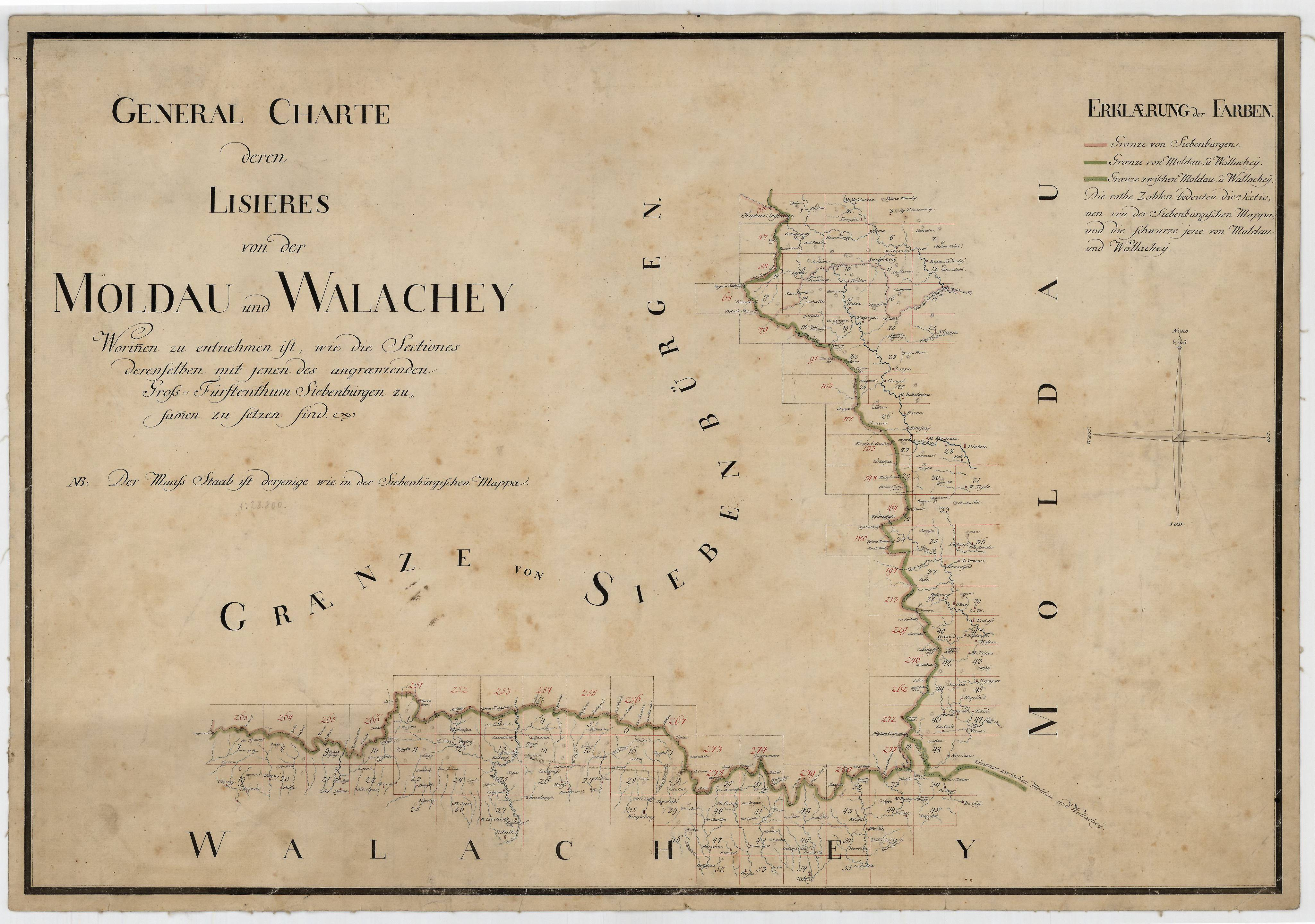
Moldova și Valahia (Zone de graniţă)

## Hărți interactive

### Harta senzitivă a Marelui Principat al Transilvaniei, 1769-73

#### Comitatele si Districtele Transilvaniei

Comitatul Târnava
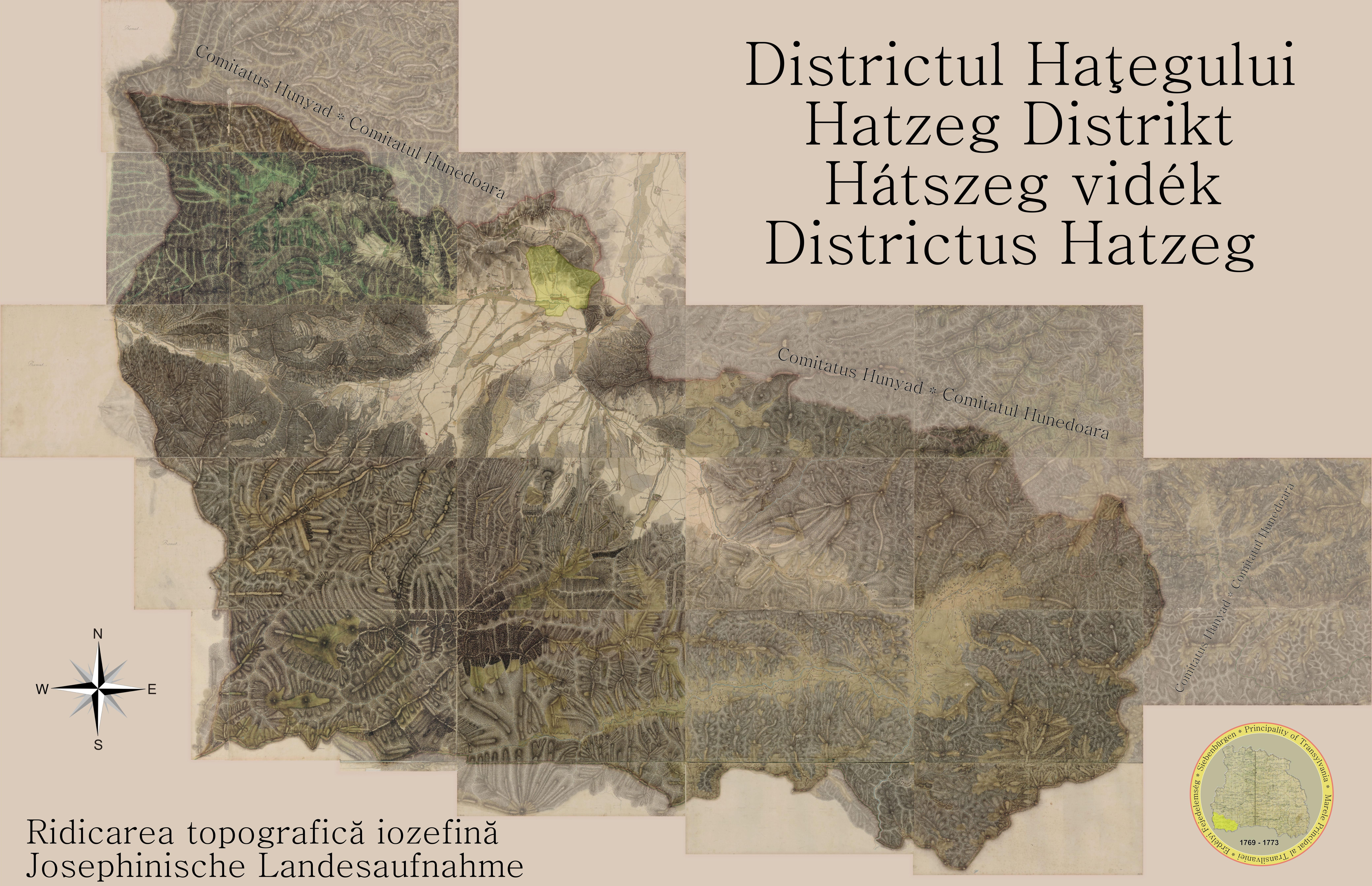
Districtul Hațegului
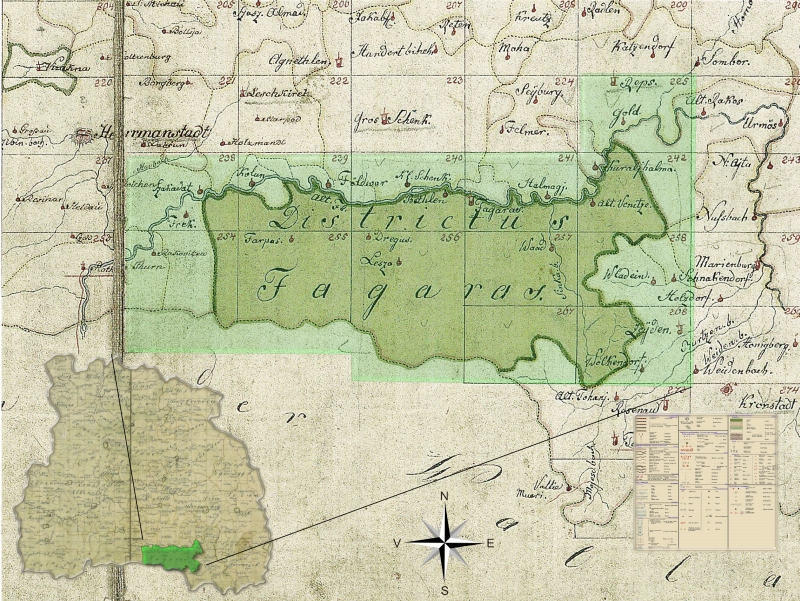
Districtul Făgăraș
Districtul Făgăraș
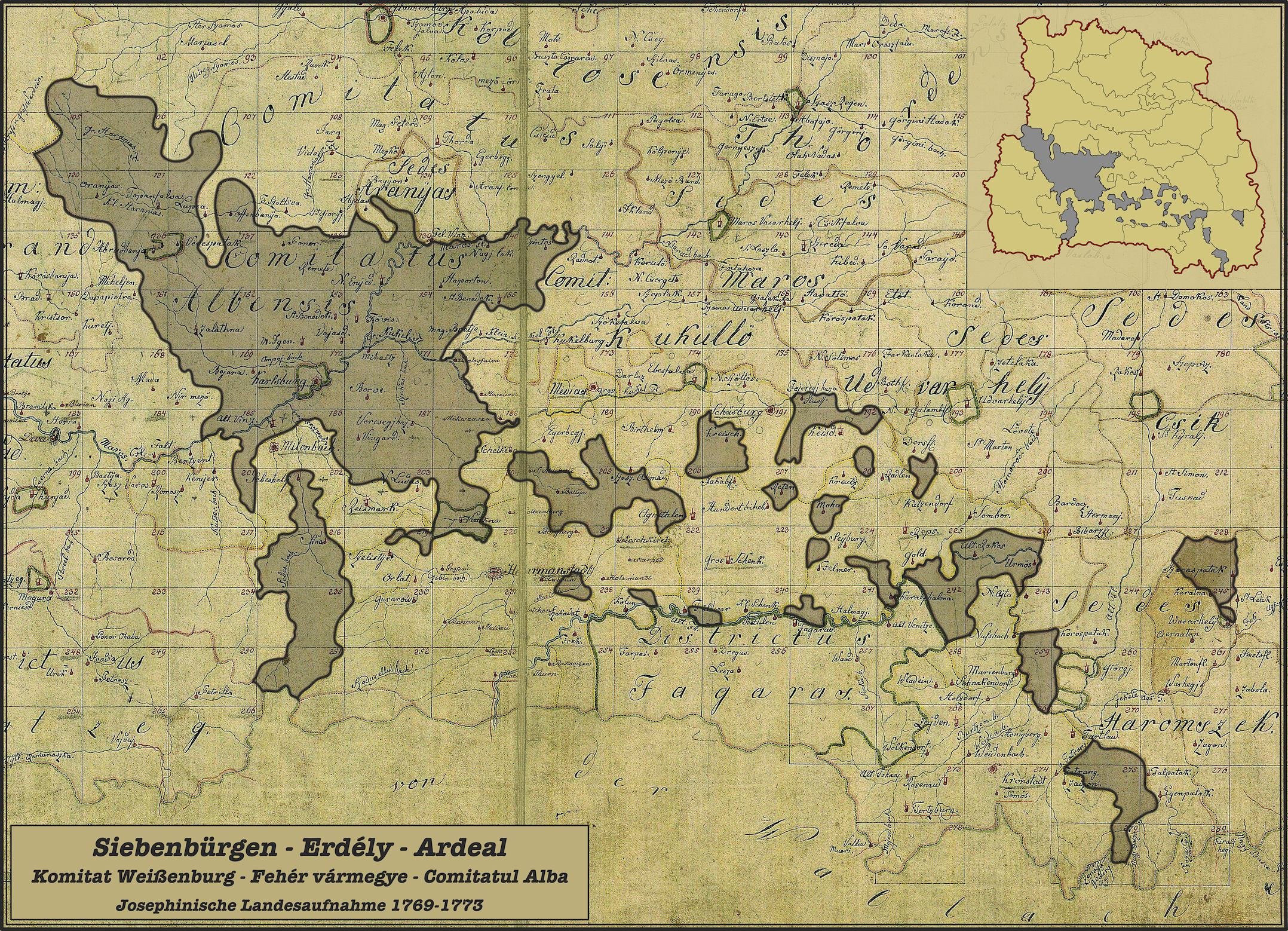
Comitatul Alba

#### Scaunele si Districtele sașilor în Transilvania

Scaunul Sibiului (Hauptstuhl Hermannstadt)
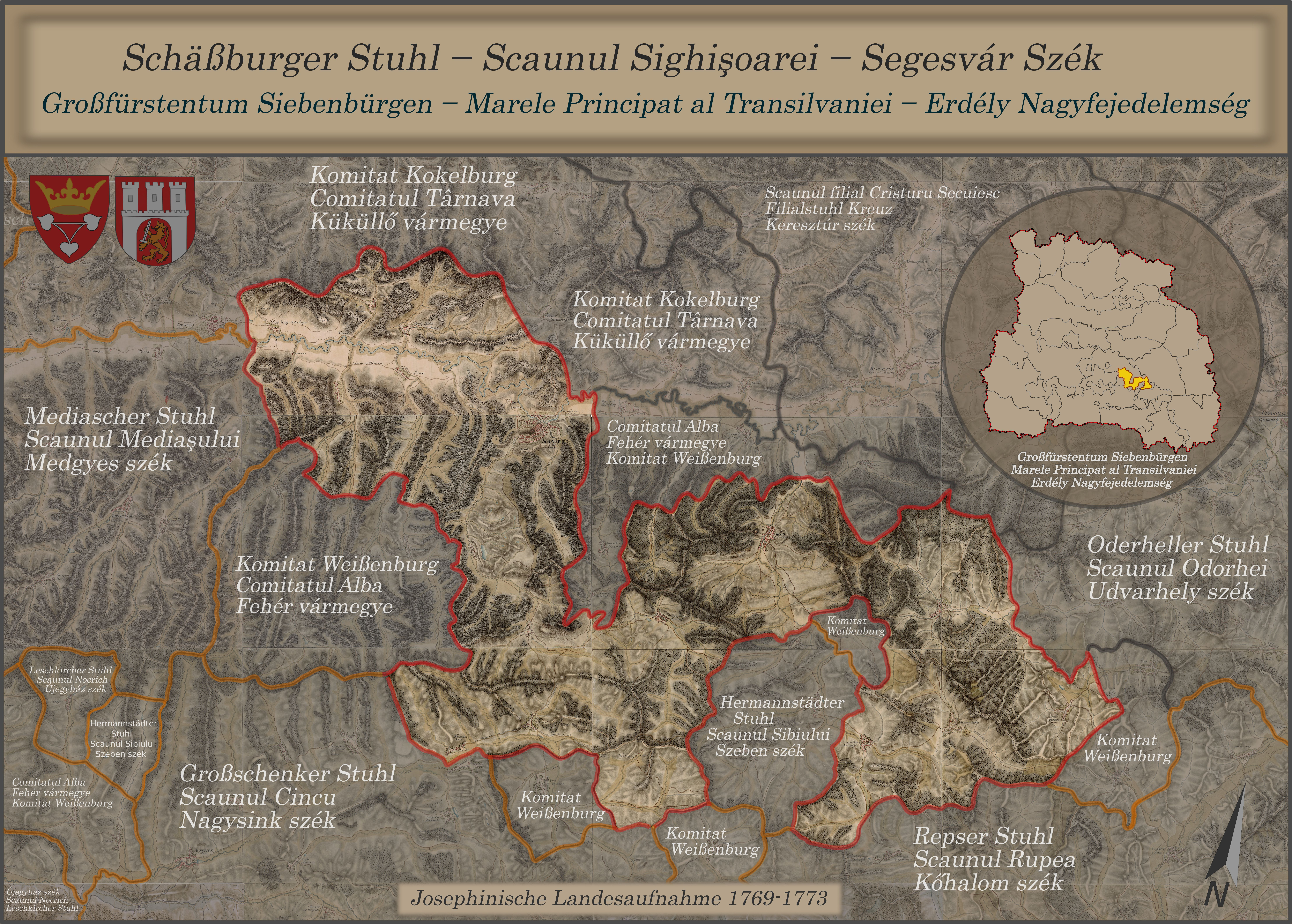
Scaunul Sighișoarei (Schäßburger Stuhl)
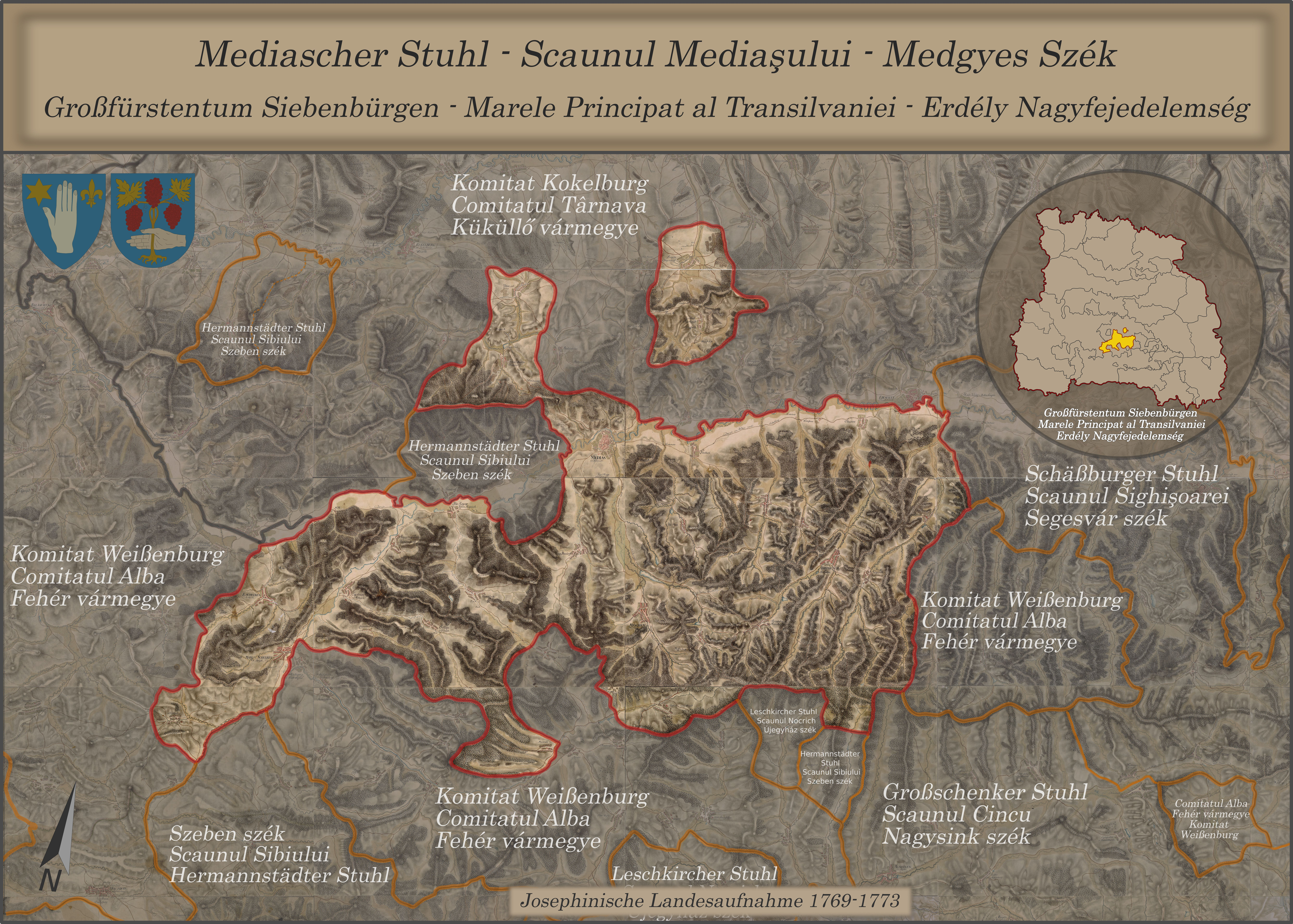
Scaunul Mediașului (anterior Două Scaune)
Districtul Brașov (Kronstädter Distrikt)
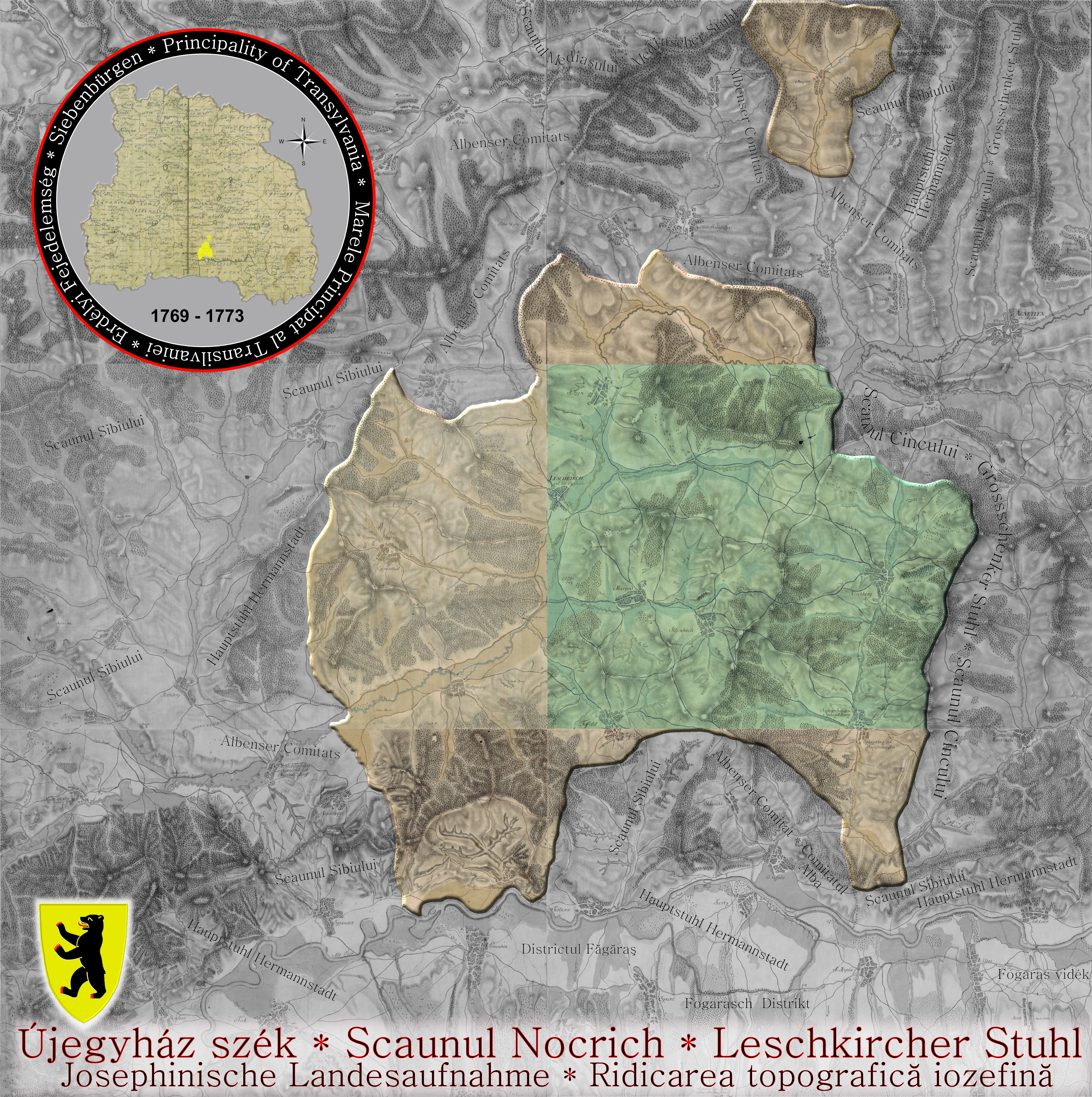
Scaunul Nocrich
Scaunul filial al Tălmaciului
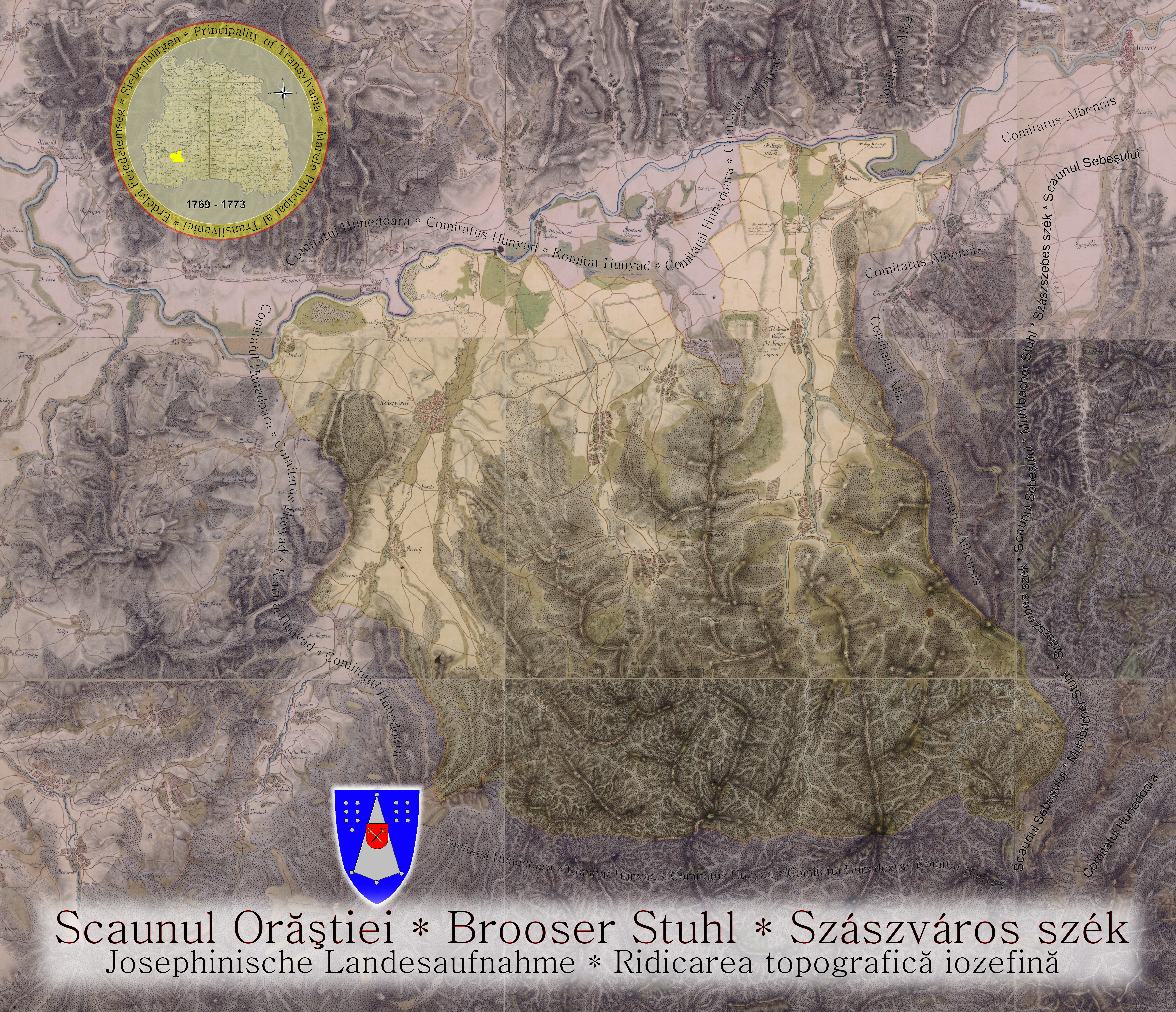
Scaunul Orăștiei
Scaunul Rupea

#### Scaunele secuiești din Transilvania

Scaunul Secuiesc al Arieșului

### Hărțile senzitive ale Regatului Ungariei, 1782-85

#### Alte hărți interactive din Regatul Ungariei

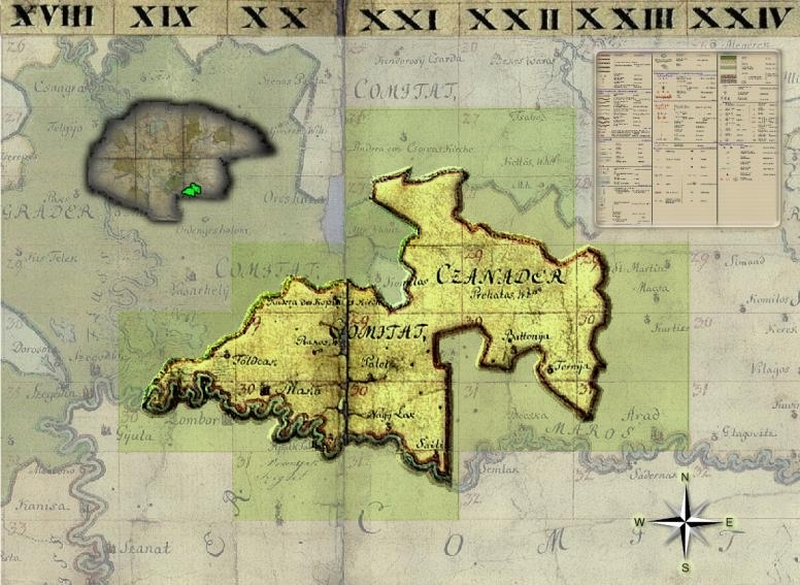
Comitatul Cenad
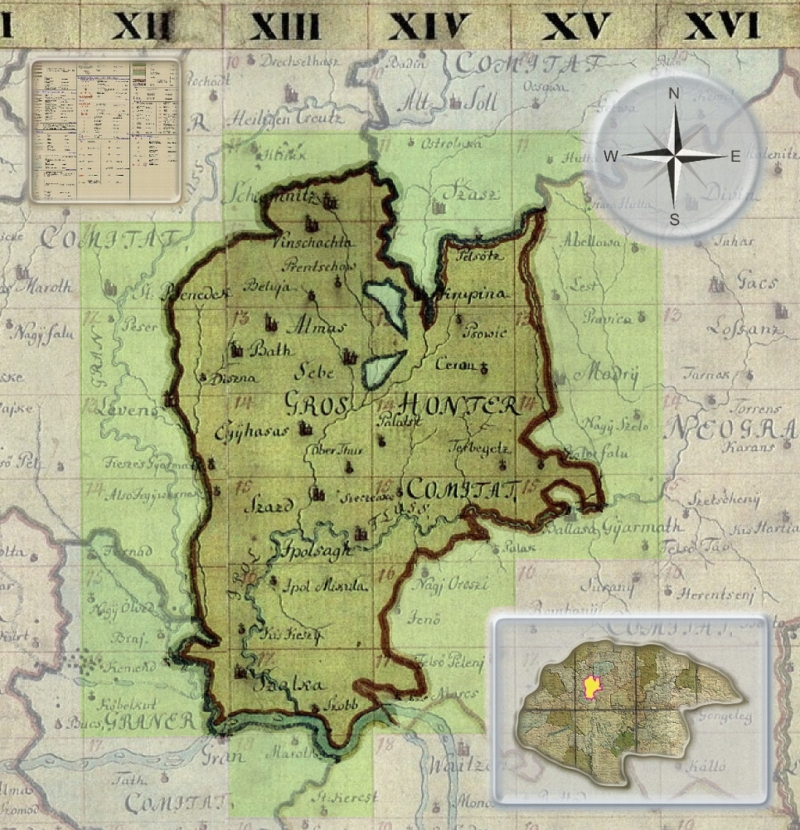
Comitatul Gros Honter